# Liste der Biografien/Zie
Liste der Biografien |
Portal Biografien |
Personensuche
# |
A |
B |
C |
D |
E |
F |
G |
H |
I |
J |
K |
L |
M |
N |
O |
P |
Q |
R |
S |
T |
U |
V |
W |
X |
Y |
Z |
?
 
Za |
Zb |
Zc |
Zd |
Ze |
Zf |
Zg |
Zh |
Zi |
Zj |
Zk |
Zl |
Zm |
Zn |
Zo |
Zr |
Zs |
Zu |
Zv |
Zw |
Zy |
Zz
 
Zia |
Zib |
Zic |
Zid |
Zie |
Zif |
Zig |
Zih |
Zij |
Zik |
Zil |
Zim |
Zin |
Zio |
Zip |
Zir |
Zis |
Zit |
Ziu |
Ziv |
Ziw |
Zix |
Ziy |
Ziz
Die Liste der Biografien führt alle Personen auf, die in der deutschsprachigen Wikipedia einen Artikel haben. Dieses ist eine Teilliste mit 839 Einträgen von Personen, deren Namen mit den Buchstaben „Zie“ beginnt.

## Zie

### Zieb
- Zieb, Paul-Willy (1892–1972), deutscher Ingenieur und Offizier, zuletzt Konteradmiral der Kriegsmarine
- Zięba, Dariusz (* 1972), polnischer Badmintonspieler
- Zięba, Ludwik (* 1953), polnischer Biathlet
- Zięba, Maciej (* 1987), deutsch-polnischer Fußballspieler
- Zięba, Mateusz (* 1989), polnischer Beachvolleyballspieler
- Zięba, Stanisław (* 1947), polnischer Politiker
- Ziebart, Helmut (1929–2011), deutscher Diplomat der DDR
- Ziebart, Wolfgang (* 1950), deutscher ManagerWolfgang Ziebart (* 1950)

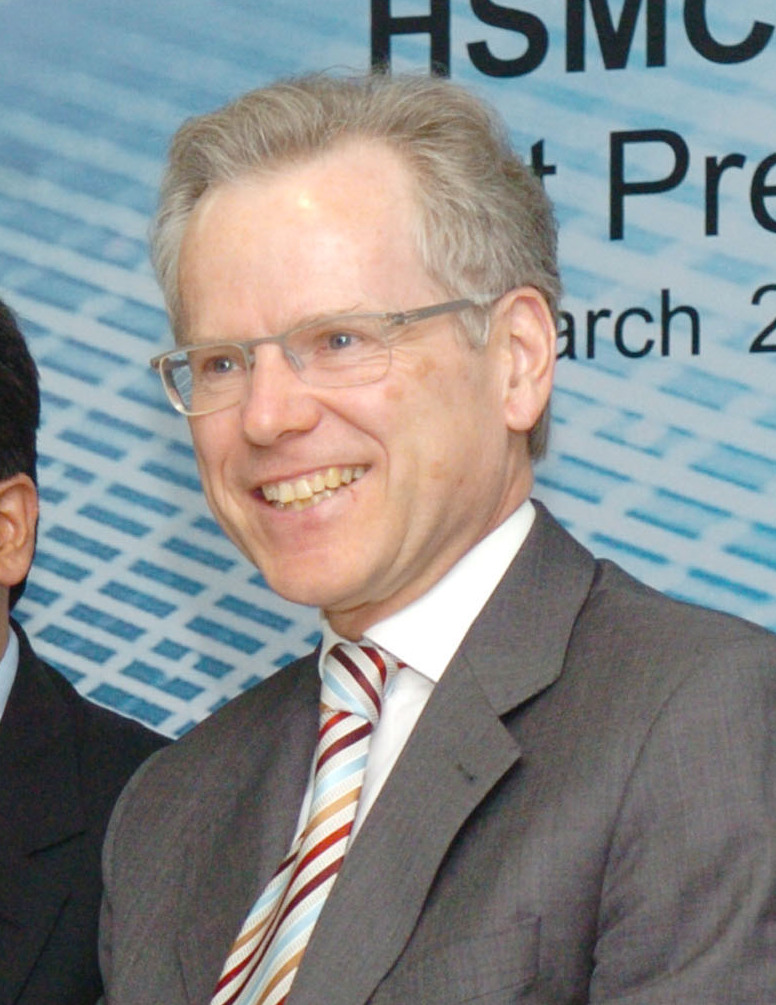
Wolfgang Ziebart (* 1950)

- Ziebarth, Erich (1868–1944), deutscher Althistoriker
- Ziebarth, Karl (1836–1899), deutscher Jurist und Hochschullehrer
- Ziebarth, Nicolas (* 1982), deutscher Wirtschafts- und Sozialwissenschaftler
- Ziebarth, Ursula (1921–2018), deutsche Schriftstellerin
- Ziebell, Horst (1927–2007), deutscher Sonderpädagoge und Schulleiter
- Ziebell, Jürgen (* 1906), deutscher Volljurist
- Ziebell, Lothar (1928–2009), deutscher Schauspieler, Synchron- und Hörspielsprecher
- Ziebert, Dagmar, deutsche Handballspielerin
- Ziebertz, Hans-Georg (* 1956), deutscher Theologe und Erziehungs- und Sozialwissenschaftler
- Ziebig, Daniel (* 1983), deutscher Fußballspieler
- Ziębik, Katarzyna (* 1971), polnische Badmintonspielerin
- Ziebill, Otto (1896–1978), deutscher Jurist und Politiker (SPD), Oberbürgermeister von Nürnberg
- Ziebis, Kurt (* 1935), deutscher Flottillenadmiral der Bundesmarine
- Ziebland, Georg Friedrich (1800–1873), deutscher Architekt
- Ziebland, Hermann (1853–1896), deutscher Genre- und Porträtmaler
- Ziebold, Gudrun (* 1947), deutsche Badmintonspielerin
- Ziebritzki, Henning (* 1961), deutscher Verlagslektor und Schriftsteller
- Ziebs, Bruno (* 1934), deutscher Fußballspieler
- Ziebs, Hartmut (* 1959), deutscher Feuerwehrmann
- Ziebura, Gilbert (1924–2013), deutscher Politikwissenschaftler

### Zied
- Ziedan, Youssef (* 1958), ägyptischer Arabist und Islamwissenschaftler
- Zieder-Ripplinger, Margriet (* 1961), deutsche Politikerin (SPD), MdL
- Ziederer, Johann (1875–1963), deutsch-österreichischer Dudelsackbauer
- Ziediņš, Imants (* 1969), lettischer Brigadegeneral
- Ziedonis, Imants (1933–2013), lettischer Poet und Schriftsteller
- Ziedrich, Eckehard (* 1951), deutscher Drehbuchautor und Filmregisseur

### Zief
- Zieff, Howard (1927–2009), US-amerikanischer Fotograf und Filmregisseur
- Ziefle, Pia (* 1974), deutsche Schriftstellerin und Bloggerin

### Zieg

#### Ziege
- Ziege, Christian (* 1972), deutscher Fußballspieler und -trainerChristian Ziege (* 1972)

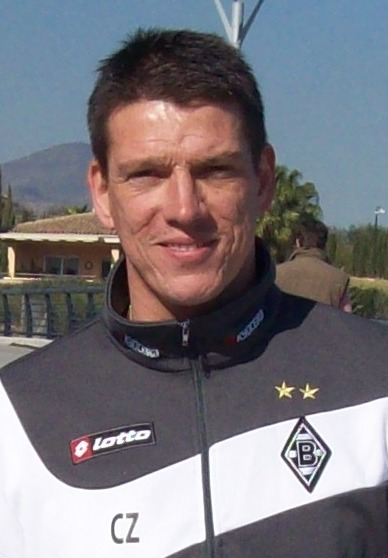
Christian Ziege (* 1972)

- Ziege, Eva-Maria (* 1961), deutsche Soziologin, Professorin für Politische Soziologie, Gesellschaftstheorie, Antisemitismusforschung, Wissenschaftsgeschichte
- Ziege, Otto (1926–2014), deutscher Radrennfahrer und Radsportfunktionär
- Ziegel, Erich (1876–1950), deutscher Schauspieler, Regisseur, Intendant und Bühnenautor
- Ziegel, Ty (1982–2012), US-amerikanischer Marinesoldat, Versehrter des Irakkrieges
- Ziegelbauer, Magnoald (1688–1750), deutscher Historiker und Benediktinermönch, Verfasser einer Literaturgeschichte des Benediktinerordens
- Ziegelbauer, Max (1923–2016), deutscher römisch-katholischer Weihbischof
- Ziegelböck, Hermine (* 1947), österreichische Politikerin, Landtagsabgeordnete von Oberösterreich
- Ziegele, Eugen (* 1872), deutscher Verwaltungsbeamter
- Ziegele, Omri (* 1959), Schweizer Jazzmusiker
- Ziegele, Robin (* 1997), deutscher Fußballspieler
- Ziegeler, Hans-Joachim (* 1944), deutscher Germanist, Hochschullehrer
- Ziegeler, Holger (* 1961), deutscher Physiker und Diplomat
- Ziegeler, Wilhelm (* 1890), deutscher Architekt
- Ziegeler, Wilhelm (1891–1958), deutscher Politiker (DAP, DP), MdHB
- Ziegellaub, Fred (1907–1973), Von den Nazis am Studienabschluss gehinderter Medizinstudent, aktiver NS-Gegner an der Goethe-Universität in Frankfurt am Main, Emigrant, Sozialarbeiter und leitender Mitarbeiter in jüdischen Einrichtungen und Organisationen
- Ziegelmann, Glafira (1871–1935), russisch-französische Medizinerin
- Ziegelmann, Horst (* 1940), deutscher Physiker
- Ziegelmayer, Wilhelm (1898–1951), deutscher Ernährungswissenschaftler
- Ziegelmeier, Walter (* 1948), deutscher Fußballspieler
- Ziegelmeyer, Josef (1855–1928), deutscher Landwirt, Bürgermeister und badischer Landtagsabgeordneter
- Ziegelmüller, Eitelhans († 1545), Führer des Bermatinger Haufens im Deutschen Bauernkrieg
- Ziegelmüller, Martin (* 1935), Schweizer Maler, Zeichner und Radierer
- Ziegelmüller, Richard (* 1950), deutscher Fußballspieler
- Ziegelwagner, Michael (* 1983), österreichischer Schriftsteller und Satiriker
- Ziegemeier, Wilfried (1926–2013), deutscher Architekt
- Ziegenaus, Anton (1936–2024), deutscher römisch-katholischer Geistlicher und Hochschullehrer, Professor für Dogmatik
- Ziegenaus, Oskar (1903–1990), deutscher Bauforscher
- Ziegenbalg, Bartholomäus (1682–1719), deutscher evangelischer Missionar und Bibelübersetzer in die TamilspracheBartholomäus Ziegenbalg (1682–1719)

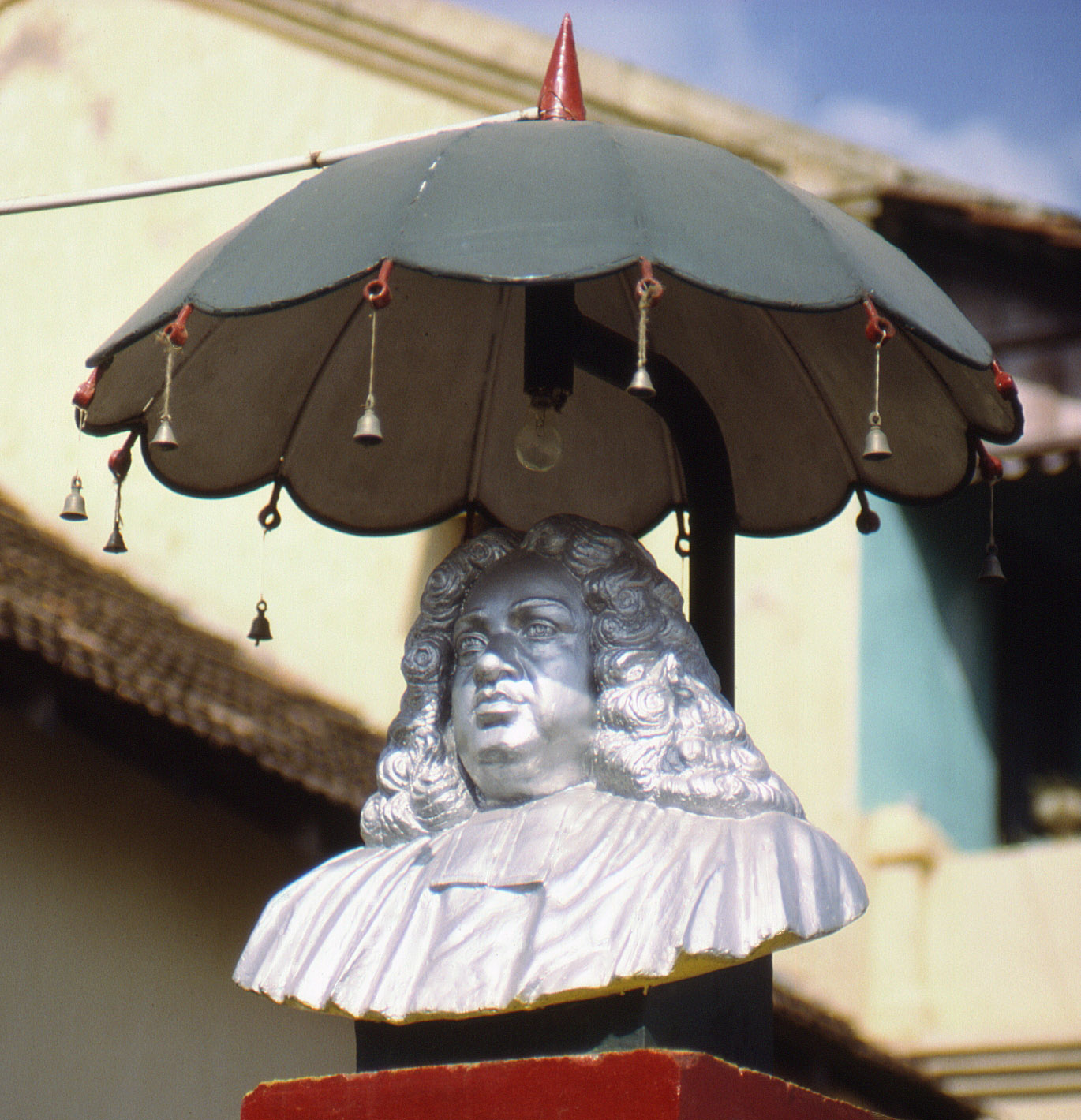
Bartholomäus Ziegenbalg (1682–1719)

- Ziegenbalg, Dirk (* 1985), deutscher Chemiker und Hochschullehrer
- Ziegenbalg, Jochen (* 1944), deutscher Mathematiker und Hochschullehrer
- Ziegenbalg, Oliver (* 1971), deutscher Drehbuchautor und Regisseur
- Ziegenbalg, Severin Gottlieb, deutscher Bildhauer
- Ziegenbalg, Teresa (* 2006), deutsche Volleyballspielerin
- Ziegenbein, Björn (* 1986), deutscher Fußballspieler
- Ziegenbein, Gerta (1913–1996), deutsche Agrarwissenschaftlerin
- Ziegenbein, Heinrich (1766–1824), deutscher Pädagoge und evangelischer Geistlicher
- Ziegenbein, Leopold (1874–1950), deutscher Kapitän
- Ziegenfeuter, Dieter (* 1946), deutscher Grafiker
- Ziegenfuss, George (1917–2007), US-amerikanischer Basketballcoach und Lehrer
- Ziegenfuß, Hans (1942–2009), deutscher Gewerkschafter
- Ziegenfuß, Thomas (* 1958), deutscher Arzt und Buchautor
- Ziegenfuss, Valerie (* 1949), US-amerikanische Tennisspielerin
- Ziegenfuß, Werner (1904–1975), deutscher Soziologe, Buchautor und Hochschullehrer
- Ziegenfuß, Wilhelm (1913–1986), deutscher Politiker (SPD), MdL NRW
- Ziegenhagen, Franz Heinrich (1753–1806), deutscher Kaufmann und Sozialutopist
- Ziegenhagen, Friedrich Michael (1694–1776), deutscher Pietist, Hofprediger des englischen Königs
- Ziegenhagen, Malte (* 1991), deutscher Basketballspieler
- Ziegenhagen, Pam (* 1957), US-amerikanische Filmeditorin
- Ziegenhagen, Rudolf (1895–1949), deutscher Buchhändler und Teil einer Widerstandsgruppe gegen den Nationalsozialismus
- Ziegenhagen, Stephan, deutscher Journalist und Fernsehmoderator
- Ziegenhagen, Volker (* 1944), deutscher Fußballtorhüter
- Ziegenhahn, Herbert (1921–1993), deutscher Politiker (SED), MdVHerbert Ziegenhahn (1921–1993)

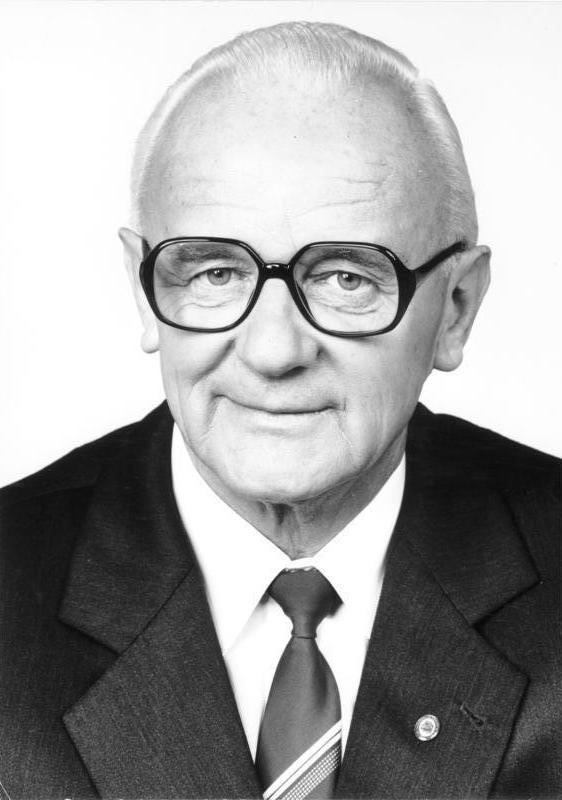
Herbert Ziegenhahn (1921–1993)

- Ziegenhain, Friedrich von († 1229), Graf von Wildungen, Vogt des Klosters Fulda
- Ziegenhain, Otto von († 1366), Kanoniker in Mainz und Köln und Propst zu Fritzlar
- Ziegenhain, Otto von († 1430), Erzbischof und Kurfürst von Trier
- Ziegenhals, Nina (* 1982), deutsche Eishockeyspielerin
- Ziegenhierd, Ferdinand von, deutscher Rittergutsbesitzer und Politiker, MdL
- Ziegenhierd, Hugo Werner von (1820–1874), deutscher Rittergutsbesitzer und Politiker, MdL
- Ziegenmeyer, Emil (1906–1991), deutscher Verwaltungsjurist
- Ziegenrücker, Emil (1882–1943), deutscher Lehrer und Politiker (Deutsche Reformationspartei, DNVP), MdL
- Ziegenrücker, Joachim (1912–2008), deutscher evangelischer Pastor
- Ziegenrücker, Wieland (* 1939), deutscher Musikwissenschaftler und Autor
- Ziegenspeck, Heinrich (1897–1962), deutscher Fußballspieler
- Ziegenspeck, Hermann (1891–1959), deutscher Apotheker und Botaniker
- Ziegenspeck, Jörg W. (* 1941), deutscher Erziehungswissenschaftler und Hochschullehrer
- Zieger, Bruno (1925–2009), deutscher Radrennfahrer
- Zieger, Erich (1889–1945), deutscher Marineoffizier, zuletzt im Dienstgrad eines Admirals der Kriegsmarine
- Zieger, Erich (1902–1960), deutscher Forstwirt, Forstwissenschaftler und Hochschullehrer
- Zieger, Gottfried (1924–1991), deutscher Rechtsgelehrter
- Zieger, Heinrich (1900–1933), deutscher KPD-Funktionär und antifaschistischer Widerstandskämpfer
- Zieger, Hugo (1864–1932), deutscher Maler
- Zieger, Johannes (1910–1981), deutscher Kommunist und Widerstandskämpfer
- Zieger, Jürgen (* 1955), deutscher Politiker (SPD), Oberbürgermeister von Esslingen am Neckar
- Zieger, Karl-Heinz (1911–1982), deutscher Eisenhüttenmann
- Zieger, Paul (1851–1921), Ohrenarzt und Stadtrat in Döbeln
- Zieger, Petra (* 1959), deutsche RocksängerinPetra Zieger (* 1959)

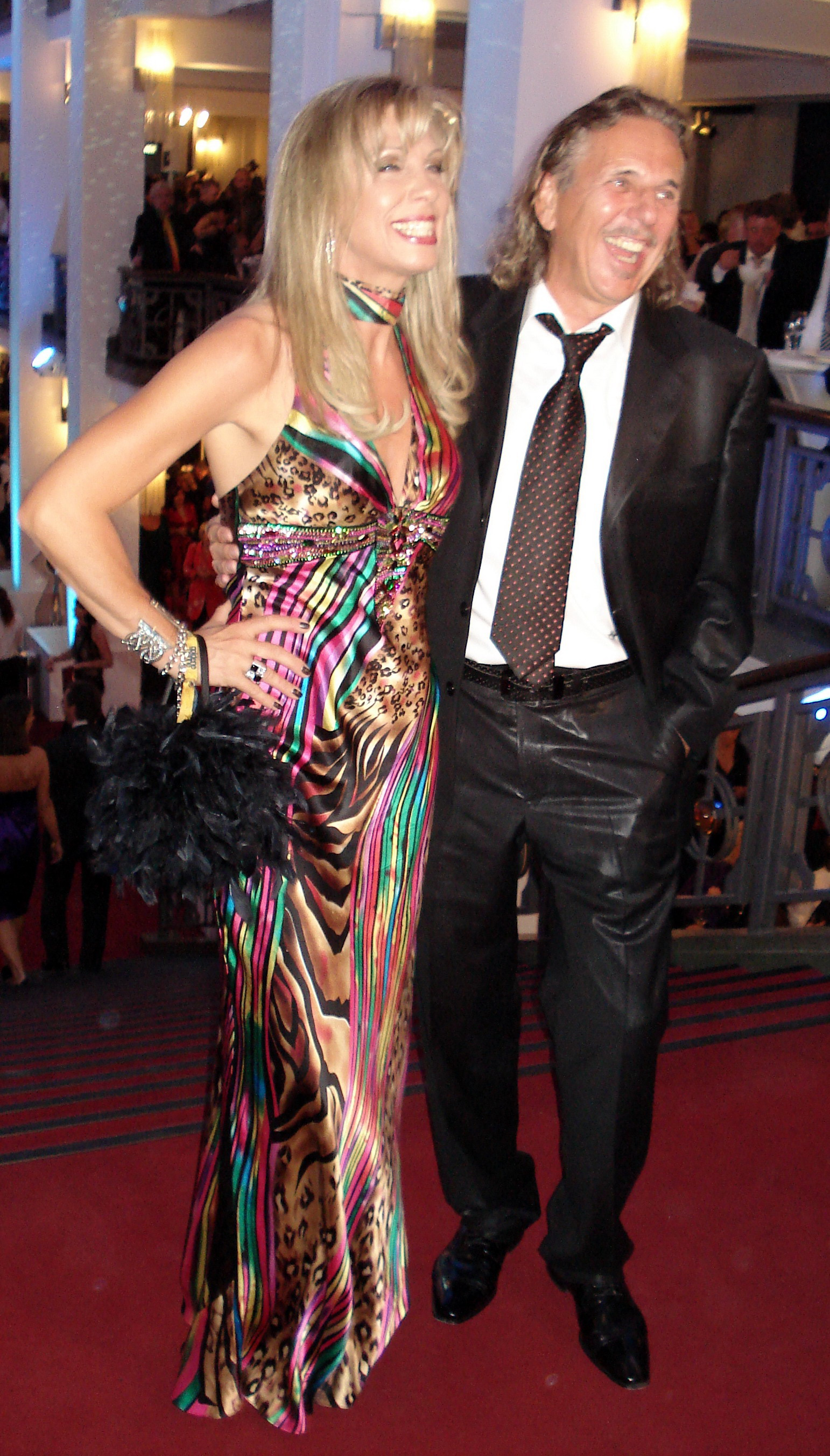
Petra Zieger (* 1959)

- Zieger, Reiner (* 1939), deutscher Gebrauchsgrafiker und Illustrator
- Zieger, Robert (1938–2013), US-amerikanischer Historiker der Arbeiterbewegung
- Zieger, Ulrich (1961–2015), deutscher Schriftsteller
- Ziegerhofer, Anita (* 1965), österreichische Rechtshistorikerin
- Ziegerhofer, Reinhard (* 1957), österreichischer Jazzmusiker und Komponist
- Ziegert, Alexander (1935–2018), deutscher römisch-katholischer Priester, Autor und Herausgeber
- Ziegert, August (1810–1882), deutscher Jurist, Beamter und Politiker
- Ziegert, Birgit (1966–2017), deutsche Künstlerin, die mit dem Down-Syndrom geboren wurde
- Ziegert, Helga (* 1945), deutsche Politikerin (SPD), MdBB und Gewerkschafterin
- Ziegert, Helmut (1934–2013), deutscher Prähistoriker
- Ziegert, Jochem (* 1954), deutscher Fußballtrainer
- Ziegert, Max (1852–1930), deutscher Antiquar
- Ziegert, Richard (1946–2018), deutscher evangelischer Theologe und Autor
- Ziegesar, Anton von (1783–1843), deutscher Richter und Abgeordneter
- Ziegesar, August Friedrich Karl von (1746–1813), deutscher Kanzler und Generallandschaftsdirektor
- Ziegesar, Cecily von (* 1970), US-amerikanische SchriftstellerinCecily von Ziegesar (* 1970)

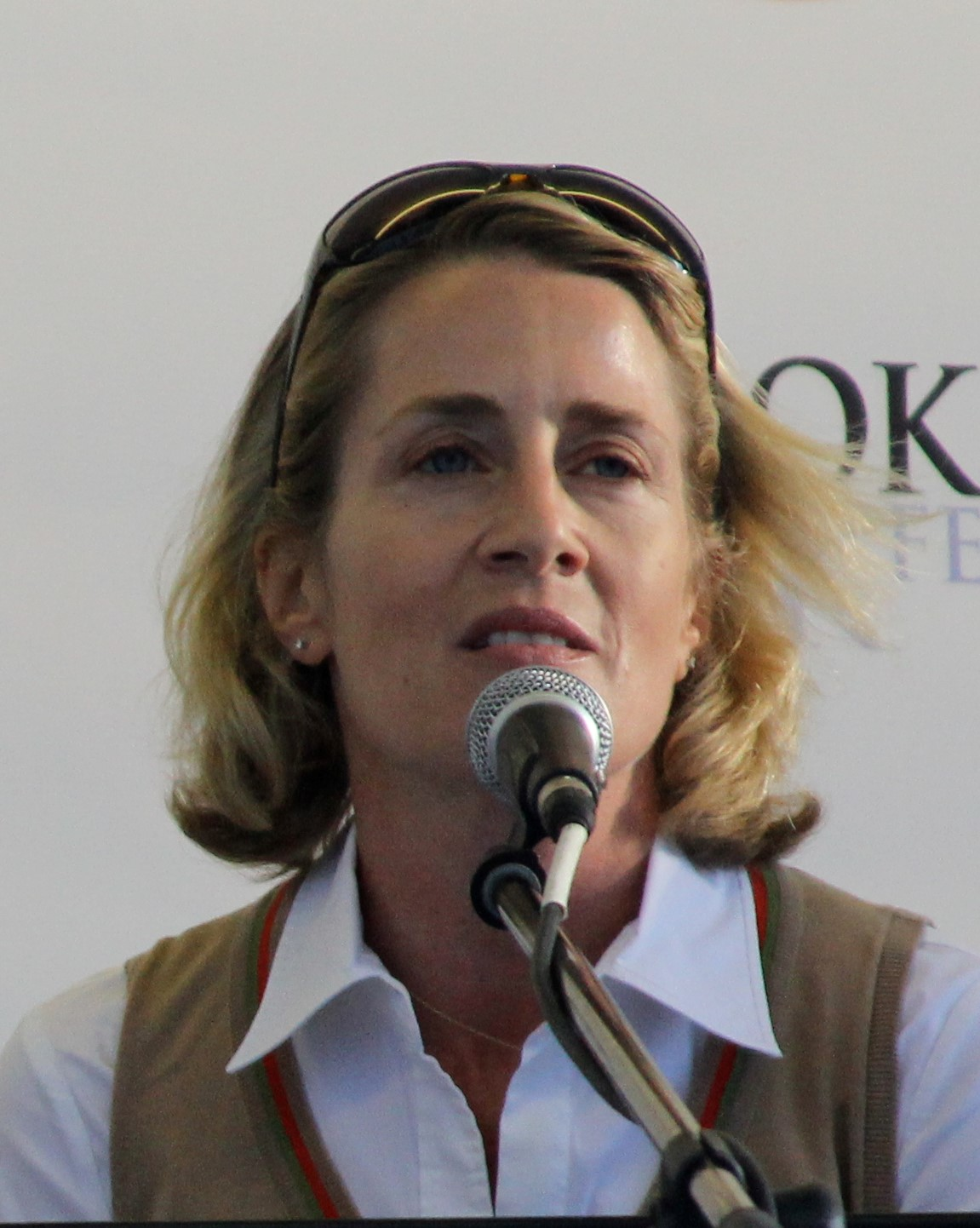
Cecily von Ziegesar (* 1970)

- Ziegesar, Franz Louis Ernst Carl von (1749–1826), deutscher Oberjägermeister
- Ziegesar, Hans von (1891–1946), deutscher Generalmajor im Zweiten Weltkrieg
- Ziegesar, Sylvie von (1785–1858), Vertraute Goethes

#### Ziegf
- Ziegfeld, Edwin (1905–1987), US-amerikanischer Kunstpädagoge
- Ziegfeld, Florenz junior (1867–1932), US-amerikanischer Theater- und Filmproduzent

#### Ziegi
- Ziegis, Walter (* 1898), deutscher Politiker (NSDAP)

#### Ziegl
- Ziegl, Marcel (* 1992), österreichischer Fußballspieler

##### Ziegla
- Zieglauer, Ferdinand von (1829–1906), österreichischer Historiker und Hochschullehrer in Hermannstadt und Czernowitz

##### Ziegle

###### Ziegler U
- Ziegler und Kliphausen, Heinrich Anselm von (1663–1697), deutscher Schriftsteller
- Ziegler und Klipphausen, Carl Friedrich Wilhelm August von (1770–1841), deutscher Rittergutsbesitzer in der Oberlausitz und Politiker
- Ziegler und Klipphausen, Carl Gottlob von (1650–1715), kursächsisch-polnischer General
- Ziegler und Klipphausen, Ferdinand Rudolph von (1653–1720), kursächsischer Kammerjunker und Rittergutsbesitzer
- Ziegler und Klipphausen, Joachim Sigismund von (1660–1734), deutscher Adliger
- Ziegler und Klipphausen, Wolf von (1854–1909), deutscher Theologe in der christlichen Jugendbewegung

###### Ziegler, A
- Ziegler, Adolf (1890–1985), Schweizer Bundesrichter
- Ziegler, Adolf (1892–1959), deutscher Maler und Präsident der Reichskammer der Bildenden Künste
- Ziegler, Adolf (1894–1972), Landtagsabgeordneter Volksstaat Hessen
- Ziegler, Adolf (1899–1985), deutscher Schauspieler und Hörspielsprecher
- Ziegler, Adolf von, deutscher Richter in Bayern
- Ziegler, Adolf Wilhelm (1903–1989), deutscher römisch-katholischer Theologe, Kirchenhistoriker und Hochschullehrer
- Ziegler, Alan C. (1926–2003), US-amerikanischer Zoologe, Paläontologe und Ornithologe
- Ziegler, Albert (1888–1946), rumäniendeutscher Flugpionier und erster siebenbürgisch-sächsischer Flieger
- Ziegler, Albert (1927–2022), Schweizer Theologe, Ethiker und Autor
- Ziegler, Albert (* 1961), deutscher Psychologe
- Ziegler, Alexander (1822–1887), deutscher Schriftsteller, Geograph und Ökonom
- Ziegler, Alexander (1944–1987), Schweizer Schauspieler, Publizist und Schriftsteller
- Ziegler, Alexander (* 1987), deutscher Hammerwerfer
- Ziegler, Alfred (1863–1949), Schweizer Historiker, Lehrer und Archivar
- Ziegler, Alfred M. (* 1938), US-amerikanischer Geologe und Paläontologe
- Ziegler, Alicia (* 1981), US-amerikanische Schauspielerin, Bodybuilderin und Model
- Ziegler, Ambrosius (1684–1739), österreichischer Ordensgeistlicher
- Ziegler, Andreas R. (* 1967), Schweizer Rechtswissenschaftler
- Ziegler, Anette-Gabriele (* 1958), deutsche Diabetologin
- Ziegler, Anna (1882–1942), deutsche Politikerin (USPD, SPD), MdR
- Ziegler, Anna (* 1979), US-amerikanische Bühnenautorin
- Ziegler, Anne Marie von († 1575), deutsche Betrügerin und Alchemistin
- Ziegler, Anton (1702–1774), katholischer Theologe und Jesuit
- Ziegler, Arne (* 1963), deutscher Germanist
- Ziegler, August (1885–1937), deutscher Önologe und Rebenzüchter
- Ziegler, Augustin (1720–1778), römisch-katholischer Geistlicher

###### Ziegler, B
- Ziegler, Beata (1885–1959), deutsche Musikpädagogin (Klavier)
- Ziegler, Béatrice (* 1951), Schweizer Historikerin
- Ziegler, Benno (1887–1963), deutscher Opernsänger (Bariton)
- Ziegler, Benno (1891–1965), deutscher Musikwissenschaftler, Komponist, Dirigent, Bibliothekar und Ministerialbeamter
- Ziegler, Bernard (1933–2021), französischer Pilot und Airbus-Manager
- Ziegler, Bernhard (1496–1552), deutscher Theologe und Hebraist
- Ziegler, Bernhard (1929–2013), deutscher Paläontologe
- Ziegler, Bernhard (* 1964), deutscher Journalist, Humorist, Moderator und Alpinautor
- Ziegler, Birgit (* 1959), deutsche Wirtschaftspädagogin
- Ziegler, Bruno (1879–1941), deutscher Bildhauer

###### Ziegler, C
- Ziegler, Caspar, sächsischer Amtmann; sächsischer Rat in Friesland
- Ziegler, Caspar (1621–1690), deutscher Jurist und Kirchenlieddichter
- Ziegler, Christian Ludwig (1748–1818), deutscher Baumeister
- Ziegler, Christiana Mariana von (1695–1760), deutsche SchriftstellerinChristiana Mariana von Ziegler (1695–1760)

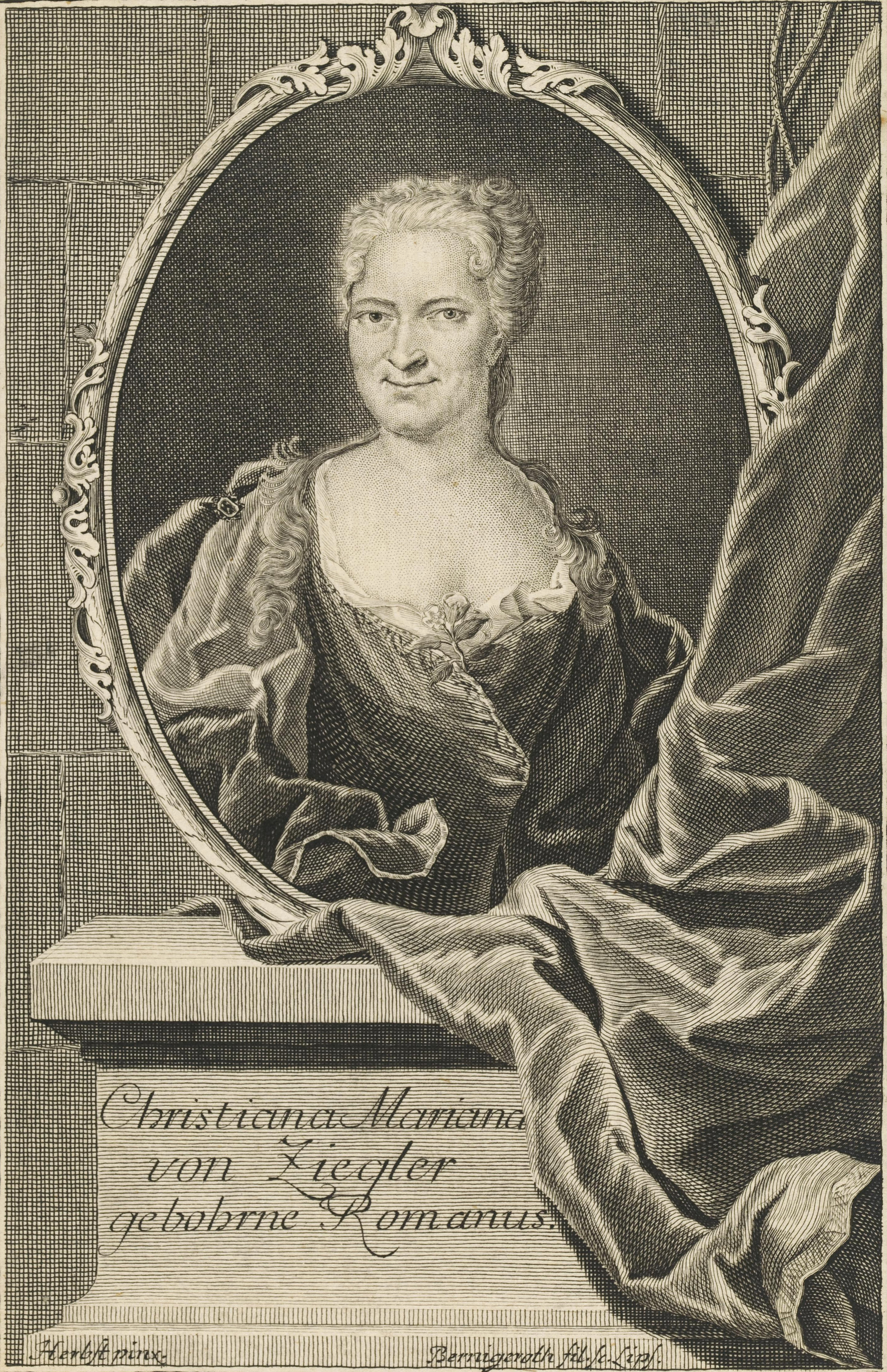
Christiana Mariana von Ziegler (1695–1760)

- Ziegler, Christiane (* 1942), französische Ägyptologin
- Ziegler, Christiane (* 1964), deutsche Physikerin und Hochschullehrerin
- Ziegler, Christin (* 1989), deutsche Politikerin (CDU), MdL
- Ziegler, Claudia (* 1968), deutsche Schriftstellerin
- Ziegler, Clemens, täuferischer Laienprediger und religiöser Schriftsteller

###### Ziegler, D
- Ziegler, Dagmar (* 1960), deutsche Politikerin (SPD), MdL, MdB
- Ziegler, Dan (* 1957), deutscher Mediziner
- Ziegler, Daniel (* 1973), Schweizer Bassist
- Ziegler, Daniela (* 1948), deutsche Schauspielerin, Sängerin und MusicaldarstellerinDaniela Ziegler (* 1948)

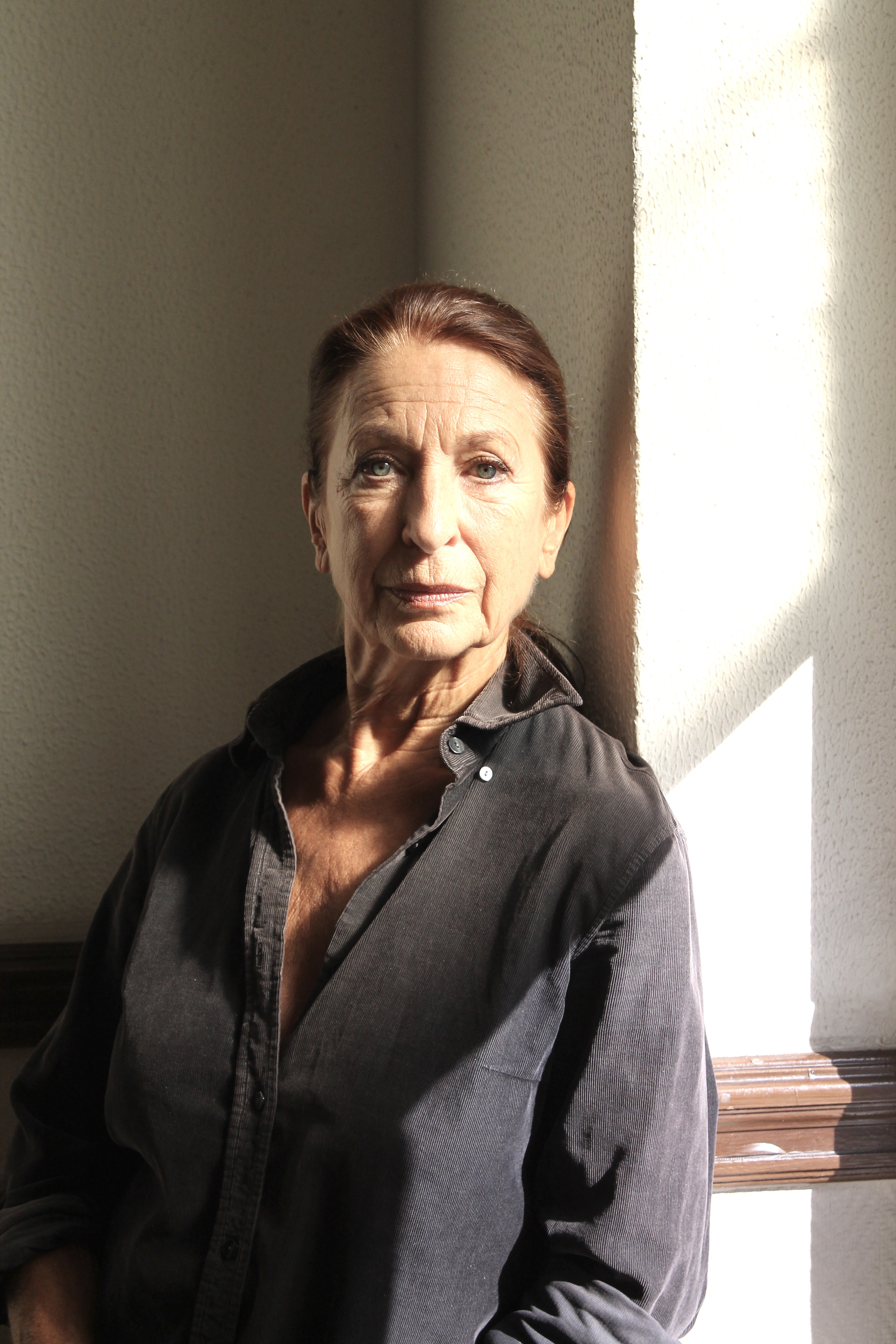
Daniela Ziegler (* 1948)

- Ziegler, Diepold (1728–1801), deutscher Ordensgeistlicher und Schriftsteller
- Ziegler, Dieter (1937–2019), deutscher Winzer und Politiker (CDU), MdL
- Ziegler, Dieter (* 1956), deutscher Historiker und Hochschullehrer
- Ziegler, Dominique (* 1970), Schweizer Schriftsteller, Dramatiker und Journalist
- Ziegler, Doris (* 1949), deutsche Malerin
- Ziegler, Dorothee (1945–2012), deutsche Malerin

###### Ziegler, E
- Ziegler, Edi (1930–2020), deutscher Radrennfahrer
- Ziegler, Edward Danner (1844–1931), US-amerikanischer Politiker
- Ziegler, Elke (* 1974), österreichische Wissenschaftsjournalistin
- Ziegler, Erhard (1886–1946), deutscher Reichsgerichtsrat
- Ziegler, Erich (1900–1948), deutscher Musiker und Kapellmeister
- Ziegler, Erich (1915–1995), deutscher Politiker (CSU), MdB
- Ziegler, Ernst (1849–1905), Schweizer Anatom und Hochschullehrer
- Ziegler, Ernst (1874–1958), deutscher Unternehmer und Kunstsammler
- Ziegler, Ernst (* 1938), Schweizer Historiker und Paläograph
- Ziegler, Ernst-Andreas (* 1938), deutscher Journalist, Autor, Hochschullehrer und Social Entrepreneur
- Ziegler, Eugen (* 1963), deutscher Politiker (AfD)
- Ziegler, Eva Maria (* 1962), österreichische Diplomatin

###### Ziegler, F
- Ziegler, Finn (1935–2005), dänischer Jazzmusiker (Geige, Vibraphon)
- Ziegler, Floyd (* 1958), kanadischer Snookerspieler
- Ziegler, Frank (* 1959), deutscher Radsporttrainer
- Ziegler, Frank (* 1987), deutscher Schauspieler und SängerFrank Ziegler (* 1987)

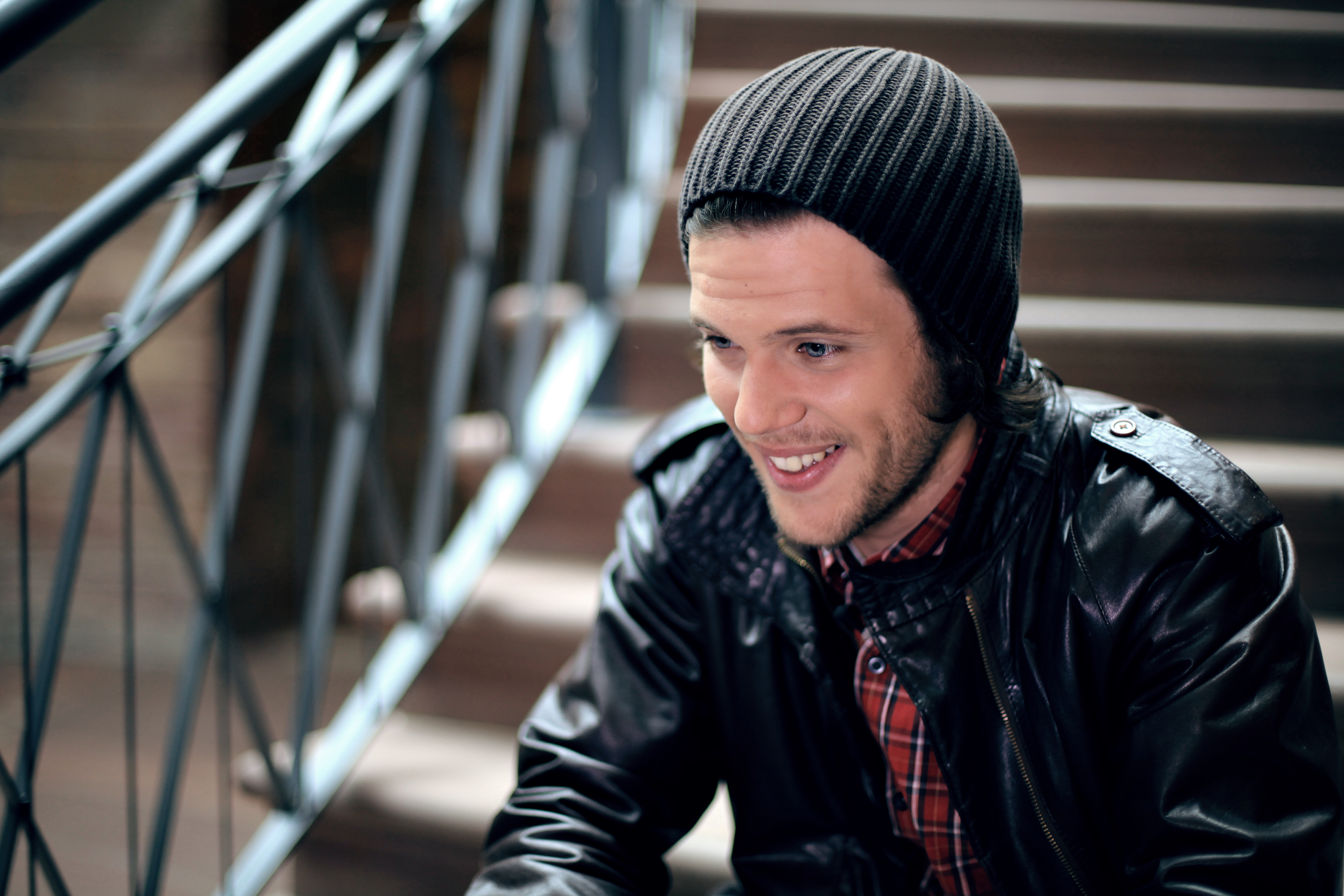
Frank Ziegler (* 1987)

- Ziegler, Franz (1803–1876), deutscher Schriftsteller und Politiker (DFP), MdR
- Ziegler, Franz (1899–1949), deutscher Politiker (CSU, BP), MdL, MdB
- Ziegler, Franz (1937–2016), österreichischer Ingenieur und Universitätsprofessor
- Ziegler, Franz Adolf (1833–1899), Schweizer Mediziner
- Ziegler, Friedrich (1907–1979), deutscher Politiker (FDP/DVP), MdL (Baden-Württemberg)
- Ziegler, Friedrich von (1834–1900), württembergischer Generalmajor
- Ziegler, Friedrich von (1839–1897), bayerischer Verwaltungsjurist
- Ziegler, Friedrich Wilhelm (1758–1827), deutscher Schauspieler und Dramatiker
- Ziegler, Fritz (1933–2020), deutscher Gewerkschafter, Politiker (SPD), Manager und Regierungspräsident in Arnsberg (1973–1977)

###### Ziegler, G
- Ziegler, Georg (1859–1923), deutscher evangelischer Missionar
- Ziegler, Georg Emanuel Ludwig (1807–1867), Schweizer Handelsmann und Wohltäter
- Ziegler, George (1889–1981), kanadischer Organist, Chorleiter, Dirigent, Komponist und Musikpädagoge
- Ziegler, Gerhard (1902–1967), deutscher Architekt und Raumplaner
- Ziegler, Gerhard (* 1948), österreichischer Diplomat
- Ziegler, Gernot (* 1967), deutscher Jazzmusiker (Piano, Keyboard, Komposition)
- Ziegler, Gottfried (1840–1922), deutscher Kaufmann, Industrie-Manager und Kommunalpolitiker
- Ziegler, Gottlieb (1828–1898), Schweizer Politiker, Redakteur, Verleger und Theologe
- Ziegler, Gregor Thomas (1770–1852), Bischof von Tarnów und von Linz
- Ziegler, Günter (* 1938), deutscher Materialforscher
- Ziegler, Gunter (* 1949), österreichischer Schauspieler
- Ziegler, Günter (* 1963), deutscher MathematikerGünter Ziegler (* 1963)

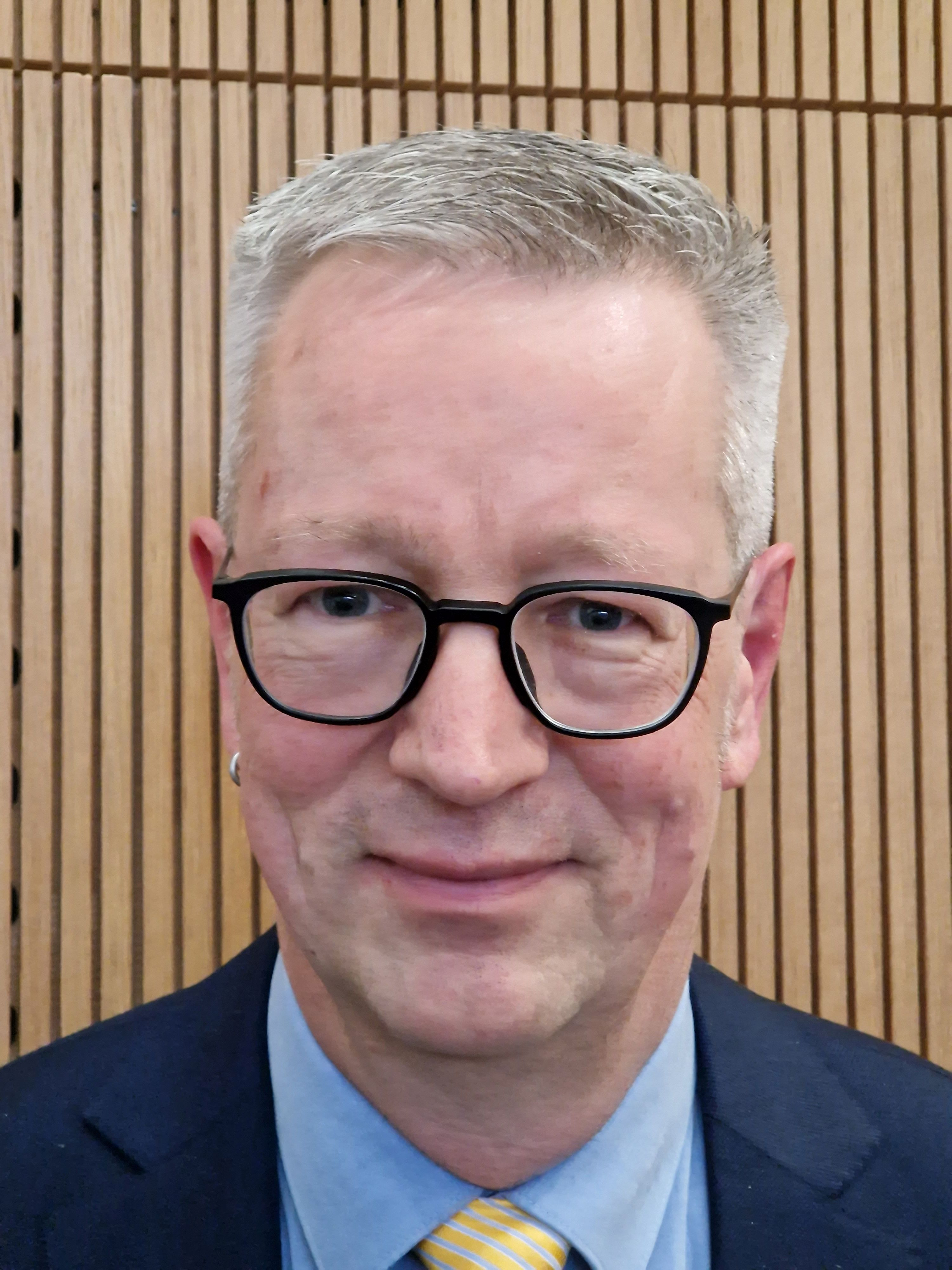
Günter Ziegler (* 1963)

- Ziegler, Günther (* 1892), deutscher Offizier und Politiker (NSDAP), MdR
- Ziegler, Günther (1933–2013), deutscher Radrennfahrer
- Ziegler, Gustav (1827–1890), deutscher Kaufmann und Politiker (NLP), MdR
- Ziegler, Gustav (1847–1908), deutscher Architekt
- Ziegler, Gustav von (1808–1882), preußischer Generalmajor und Freimaurer

###### Ziegler, H
- Ziegler, Hans (1877–1957), deutscher Politiker (SPD, USPD, SADP), MdR und Gewerkschafter
- Ziegler, Hans (1879–1961), deutsch-österreichischer Schauspieler, Regisseur und Theaterdirektor
- Ziegler, Hans (1910–1985), Schweizer Physiker, Hochschullehrer und Autor
- Ziegler, Hans (1911–1999), deutsch-amerikanischer Raumfahrtpionier
- Ziegler, Hans (1920–2017), deutscher Fußballspieler und Leichtathlet
- Ziegler, Hans Severus (1893–1978), deutscher Publizist, Intendant, Lehrer und NS-Funktionär
- Ziegler, Hans von (1810–1865), Schweizer Jurist und Politiker
- Ziegler, Hans-Jürgen (* 1951), deutscher Stabhochspringer
- Ziegler, Hans-Willi (1899–1987), deutscher Psychologe und Rassentheoretiker
- Ziegler, Harald Sack (* 1961), deutscher Multiinstrumentalist
- Ziegler, Heide (* 1943), deutsche Literaturwissenschaftlerin und Professorin für Amerikanistik
- Ziegler, Heinrich (1891–1918), deutscher Fechter, deutscher Meister und Olympiateilnehmer
- Ziegler, Heinrich Ernst (1858–1925), deutscher Zoologe
- Ziegler, Heinrich Friedrich (1826–1882), Mitglied des Preußischen Abgeordnetenhauses sowie des Kurhessischen Kommunallandtages Kassel
- Ziegler, Heinz (1894–1972), deutscher General der Artillerie im Zweiten Weltkrieg
- Ziegler, Heinz Otto (1903–1944), deutschsprachiger tschechischer Soziologe
- Ziegler, Helmut (1913–1971), deutscher Politiker (SPD), MdL
- Ziegler, Hendrik (* 1968), deutscher Kunsthistoriker
- Ziegler, Henri (1906–1998), französischer Flugzeugingenieur, Manager und Widerstandskämpfer der Résistance
- Ziegler, Henri de (1885–1970), Schweizer Philologe und Schriftsteller
- Ziegler, Hermine (1884–1965), deutsche Schauspielerin
- Ziegler, Hilde (1939–1999), deutsche Schauspielerin, Hörspielsprecherin und Autorin
- Ziegler, Hubert (1924–2009), deutscher Botaniker, Pflanzenphysiologe, Professor für Botanik und Direktor des Botanischen Gartens an der Technischen Hochschule Darmstadt
- Ziegler, Hubert (* 1948), deutscher Diplomat

###### Ziegler, I
- Ziegler, Inge (* 1964), deutsche Fußballspielerin

###### Ziegler, J
- Ziegler, Jakob († 1549), deutscher Theologe, Mathematiker, Astronom, Geograph und Humanist
- Ziegler, Jakob (1894–1974), deutscher Weingutsbesitzer und Politiker (CDU), MdL
- Ziegler, Jakob Anton (1893–1944), deutscher katholischer Pfarrer und Märtyrerpriester des Bistums Trier
- Ziegler, Jakob Christoph (1791–1825), Schweizer Kaufmann, Söldner in niederländischen Diensten und Kolonialbeamter auf Sumatra
- Ziegler, Jakob Josef (1798–1856), bayerischer Bierbrauer, Gastronom und Politiker
- Ziegler, Jean (1907–2001), französischer Romanist und Baudelaire-Spezialist
- Ziegler, Jean (* 1934), Schweizer Soziologe, Politiker und UNO-Sonderberichterstatter für Recht auf NahrungJean Ziegler (* 1934)

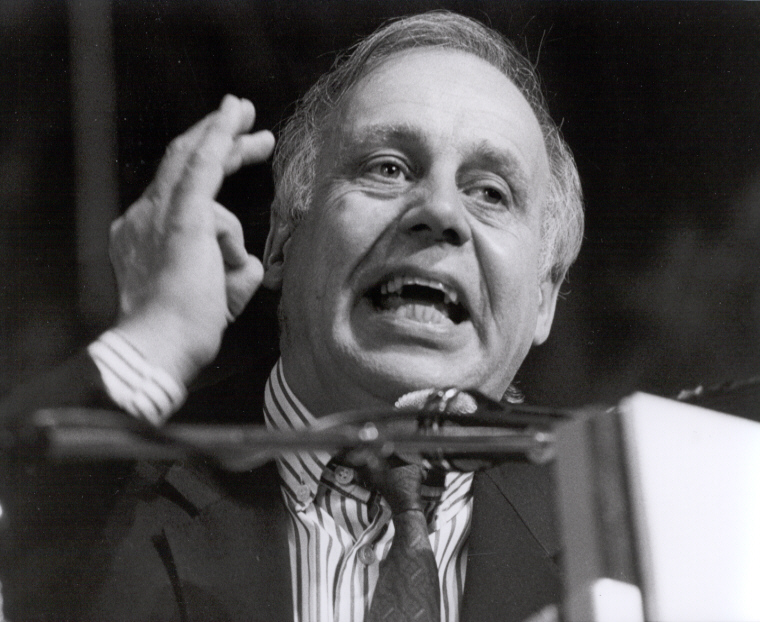
Jean Ziegler (* 1934)

- Ziegler, Joachim (1904–1945), deutscher General im Zweiten Weltkrieg
- Ziegler, Johann Andreas (1749–1802), deutsch-österreichischer Landschaftsmaler
- Ziegler, Johann Christian (1803–1833), deutscher Maler
- Ziegler, Johann Friedrich (1785–1860), deutscher Jurist und Schriftsteller, Königlich Hannoverscher Amtmann
- Ziegler, Johann Georg (1744–1832), Bildhauer und Bildstockmeister
- Ziegler, Johann Gotthilf (1688–1747), deutscher Komponist und Organist des Barock
- Ziegler, Johann Heinrich (1738–1818), Schweizer Chemiker, Arzt, Unternehmer, Sammler, Übersetzer und Prediger
- Ziegler, Johann Heinrich (1857–1936), Schweizer Farbstoffchemiker und Naturphilosoph
- Ziegler, Johann Reinhard (1569–1636), deutscher Priester, Jesuit, Professor diverser Wissenschaften, Rektor der Universität Mainz, Berater der Mainzer Kurfürsten
- Ziegler, Johannes (1842–1907), deutscher Lehrer, Schriftsteller, Ortsvorsteher, Gründer und Unternehmer sozialer Einrichtungen
- Ziegler, John (1934–2018), US-amerikanischer Sportfunktionär und Präsident der National Hockey League
- Ziegler, John (* 1938), US-amerikanischer Mediziner
- Ziegler, Josef (1785–1852), österreichischer Maler
- Ziegler, Josef (1924–2014), Schweizer Politiker (CVP) sowie Redaktor
- Ziegler, Josef Georg (1918–2006), deutscher Moraltheologe
- Ziegler, Josef Wolfgang (1906–2000), österreichischer Komponist und Chorleiter
- Ziegler, Joseph (1902–1988), deutscher katholischer Geistlicher, Alttestamentler und Universitätsrektor
- Ziegler, Joseph H. (1928–1988), deutscher Geologe und Paläontologe
- Ziegler, Juliane (* 1981), deutsche FernsehmoderatorinJuliane Ziegler (* 1981)

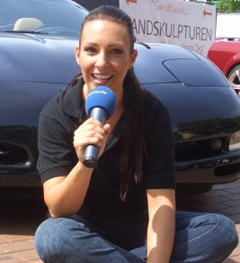
Juliane Ziegler (* 1981)

- Ziegler, Julius (1840–1902), deutscher Meteorologe
- Ziegler, Julius Caspar (1806–1862), Schweizer Jurist, Gutsbesitzer und Politiker

###### Ziegler, K
- Ziegler, Karl (1812–1877), österreichischer Dichter
- Ziegler, Karl (1866–1945), deutscher Maler und Pädagoge
- Ziegler, Karl (* 1878), deutscher Postbeamter, Präsident der Reichspostdirektion Köln und Heeresfeldpostmeister
- Ziegler, Karl (1886–1944), deutscher Opernsänger (Tenor)
- Ziegler, Karl (1898–1973), deutscher Chemiker
- Ziegler, Karl (1919–2019), deutscher Radsporttrainer
- Ziegler, Karl Walter (1930–2019), deutscher Politiker (CDU), MdL
- Ziegler, Karl-Heinz (* 1934), deutscher Rechtswissenschaftler
- Ziegler, Karlheinz (1935–2008), deutscher Maler
- Ziegler, Kate (* 1988), US-amerikanische Schwimmerin
- Ziegler, Kay-Uwe (* 1963), deutscher Politiker (AfD), MdB
- Ziegler, Klara (1844–1909), deutsche Schauspielerin
- Ziegler, Klaus (1908–1978), deutscher Philologe und Germanist
- Ziegler, Klaus (* 1953), deutscher Politiker (FDP), MdBB
- Ziegler, Klaus Martin (1929–1993), deutscher Kirchenmusiker und Chorleiter
- Ziegler, Konrat (1884–1974), deutscher klassischer Philologe

###### Ziegler, L
- Ziegler, Laila (* 2006), deutsche Schauspielerin und Model
- Ziegler, Leopold (1881–1958), deutscher Philosoph
- Ziegler, Lousiane Penha Souza (* 1985), brasilianische Volleyballspielerin

###### Ziegler, M
- Ziegler, Mackenzie (* 2004), US-amerikanische Tänzerin, Sängerin, Schauspielerin und Model
- Ziegler, Maddie (* 2002), US-amerikanische Tänzerin, Schauspielerin und ein ModelMaddie Ziegler (* 2002)

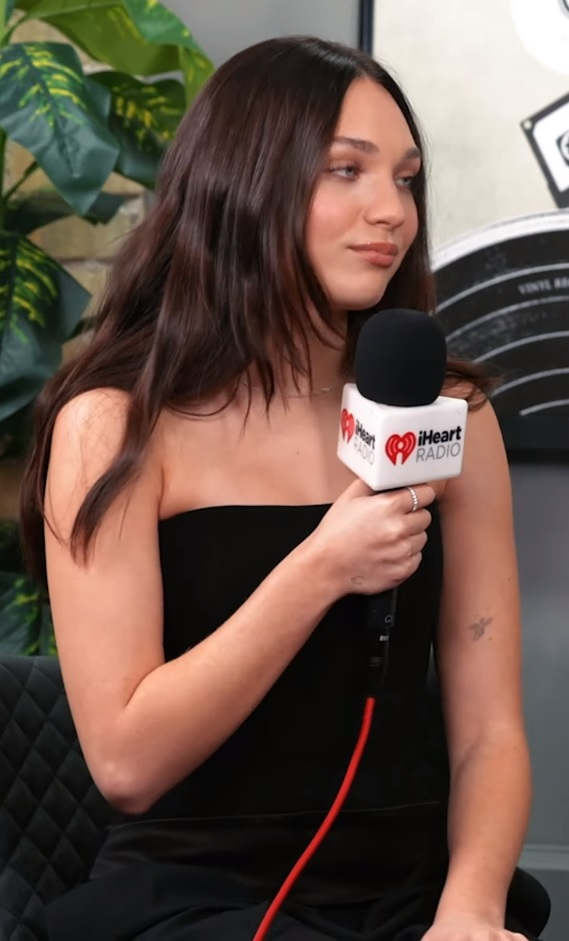
Maddie Ziegler (* 2002)

- Ziegler, Manfred (1934–2014), deutscher Mediziner und Hochschullehrer
- Ziegler, Mano (1908–1991), deutscher Testpilot und Schriftsteller
- Ziegler, Marc (* 1976), deutscher Fußballtorwart
- Ziegler, Marcus (* 1973), deutscher Fußballspieler
- Ziegler, Margarethe von (1854–1878), deutsch-österreichische Theaterschauspielerin
- Ziegler, Martha (1899–1957), deutsche Schauspielerin
- Ziegler, Martin (1931–2015), deutscher Oberkirchenrat und Moderator des Zentralen Runden Tisches in der DDR
- Ziegler, Martin (* 1956), deutsch-französischer Autor, Filmemacher und Übersetzer
- Ziegler, Martin (* 1968), deutscher Mathematiker
- Ziegler, Matilda (* 1964), britische Fernseh- und Theaterschauspielerin
- Ziegler, Matthes (1911–1992), deutscher Theologe und Nationalsozialist
- Ziegler, Max (1921–2012), Schweizer Architekt
- Ziegler, Maximilian (* 1992), deutscher Politiker (SPD)
- Ziegler, Michael (1563–1615), deutscher Arzt, Philologe und Hochschullehrer
- Ziegler, Michael (1744–1823), österreichischer römisch-katholischer Ordenspriester, Propst von St. Florian
- Ziegler, Miriam (* 1994), österreichische Eiskunstläuferin

###### Ziegler, N
- Ziegler, Norbert (* 1953), deutscher Fußballspieler

###### Ziegler, O
- Ziegler, Oliver (* 1979), deutscher Musiker und Filmemacher
- Ziegler, Oskar (1893–1962), schweizerisch-amerikanischer Pianist
- Ziegler, Oswald (1933–2014), Schweizer Politiker (CVP)
- Ziegler, Otto, deutscher Fußballspieler
- Ziegler, Otto (1879–1931), deutscher Mediziner und Hochschullehrer
- Ziegler, Otto (1895–1956), deutscher Politiker (SPD), MdB

###### Ziegler, P
- Ziegler, Pablo (* 1944), argentinischer Pianist, Komponist und Arrangeur
- Ziegler, Patrick (* 1990), deutscher Fußballspieler
- Ziegler, Paul (1471–1541), Bischof von Chur
- Ziegler, Paul (1871–1945), deutscher Handwerker, Gewerkschaftsfunktionär und Politiker (DDP), MdR
- Ziegler, Paul (1874–1956), deutscher Architekt und kommunaler Baubeamter
- Ziegler, Paul (1892–1956), deutscher Politiker (FDP), MdL Bayern
- Ziegler, Paul Carl Eduard (1800–1882), Schweizer Politiker und Militär
- Ziegler, Peter (1937–2024), Schweizer Historiker
- Ziegler, Peter (* 1945), Schweizer Journalist, Politik- und Medienwissenschaftler
- Ziegler, Peter (* 1953), deutscher Fußballspieler
- Ziegler, Peter A. (1928–2013), Schweizer Geologe
- Ziegler, Philipp (1833–1880), Schweizer Händler

###### Ziegler, R
- Ziegler, Rebekka (* 1991), deutsche Jazz-Sängerin und KomponistinRebekka Ziegler (* 1991)

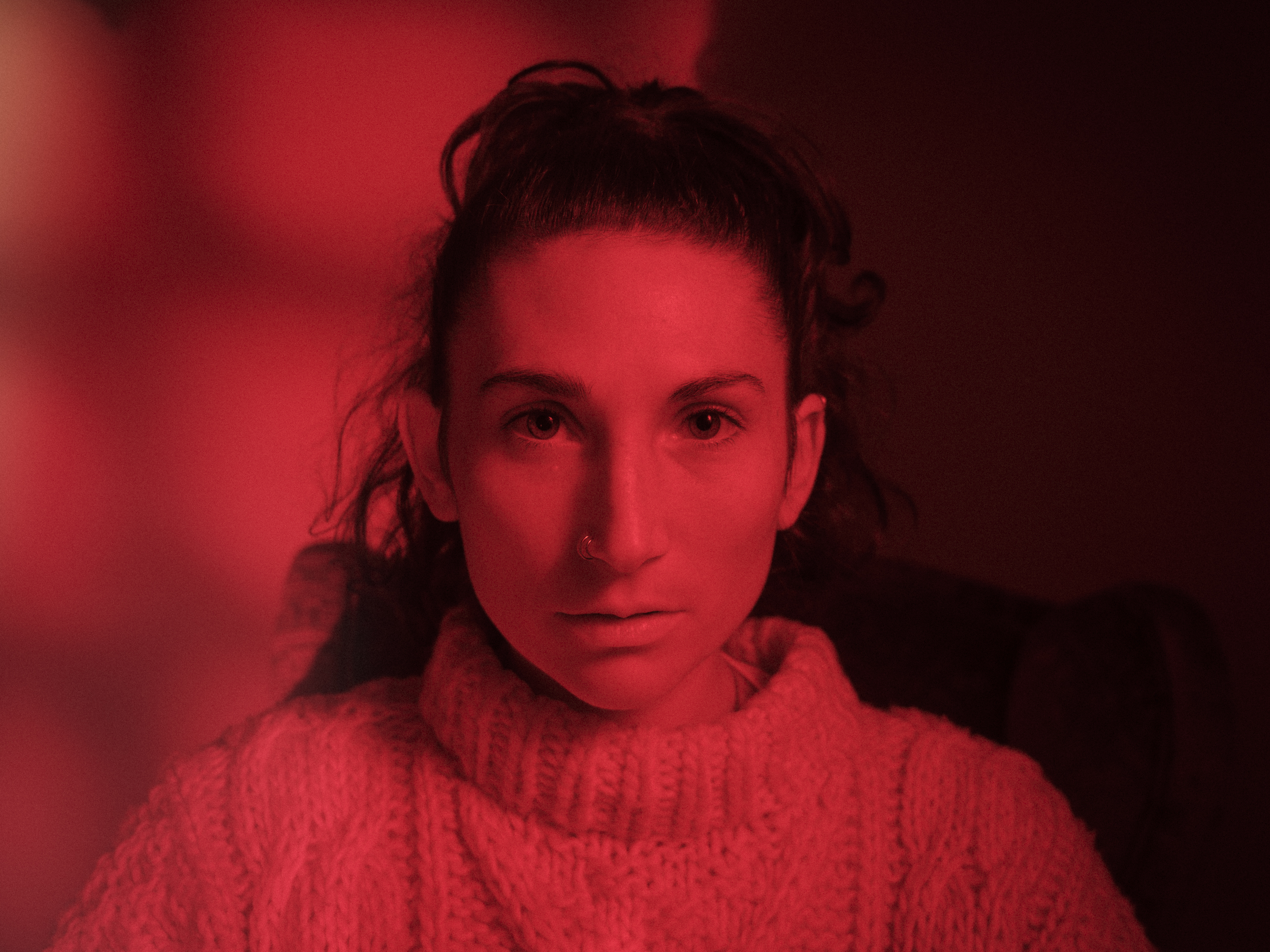
Rebekka Ziegler (* 1991)

- Ziegler, Regina (* 1944), deutsche FilmproduzentinRegina Ziegler (* 1944)

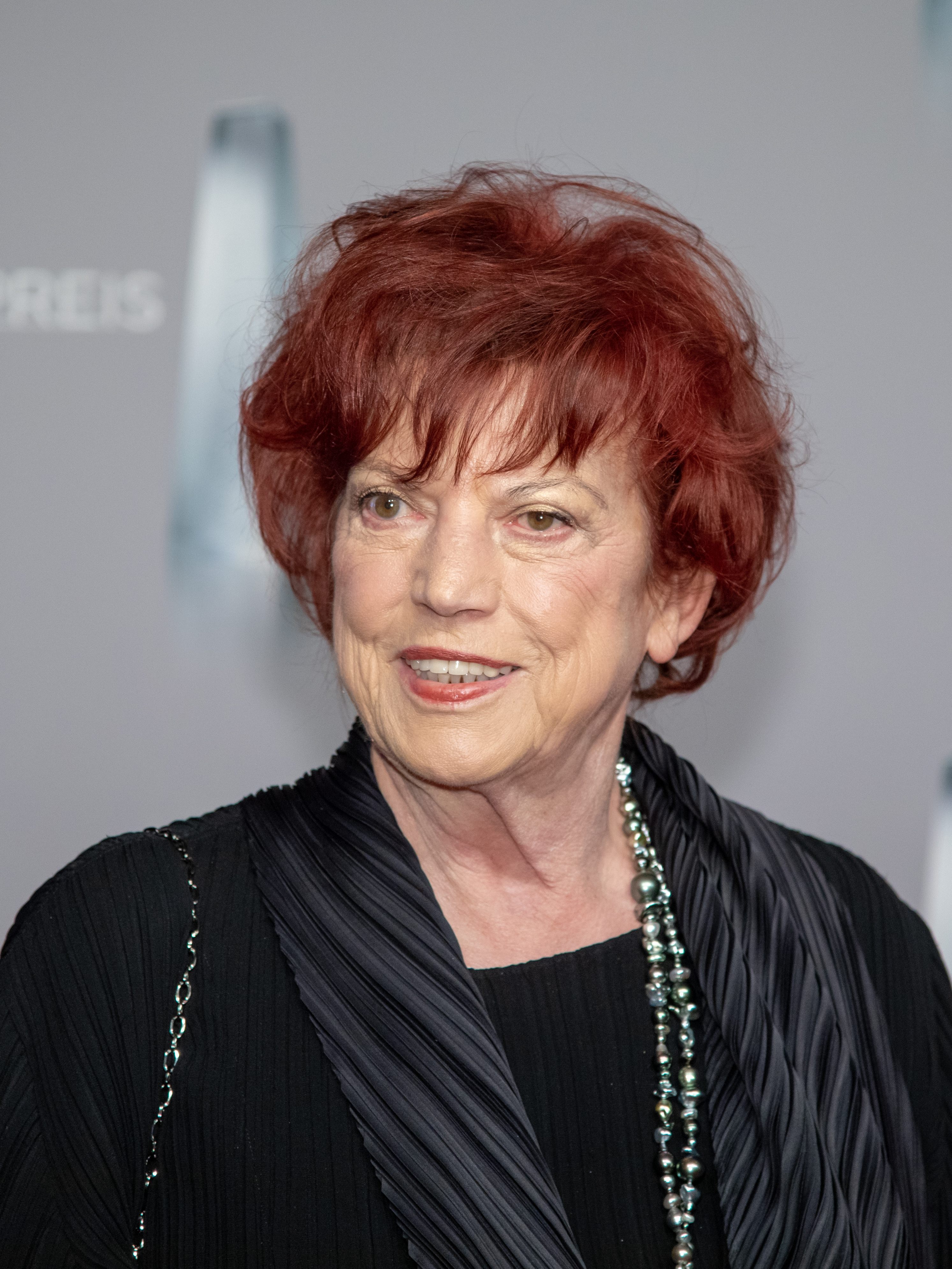
Regina Ziegler (* 1944)

- Ziegler, Reinhard (* 1955), deutscher Fußballspieler
- Ziegler, Reinhold (1955–2017), deutscher Schriftsteller und Journalist
- Ziegler, Reto (* 1986), Schweizer Fußballspieler
- Ziegler, Richard (1891–1992), deutscher Maler, Zeichner und Graphiker
- Ziegler, Robert (* 1967), österreichischer Journalist, Fernsehmoderator und Chefredakteur des ORF NÖ
- Ziegler, Roland Eduard Manuel (1899–1962), Schweizer Jurist, kaufmännischer Direktor und Major
- Ziegler, Rolf (* 1936), deutscher Soziologe
- Ziegler, Rolf (* 1951), deutscher Leichtathlet und Olympiateilnehmer
- Ziegler, Rolf (* 1975), Schweizer Eishockeyspieler
- Ziegler, Ron (1939–2003), US-amerikanischer Pressesprecher des Weißen Hauses unter Richard Nixon
- Ziegler, Rudolf (* 1957), deutscher Ruderer
- Ziegler, Ruprecht (* 1945), österreichischer Althistoriker

###### Ziegler, S
- Ziegler, Sabine (* 1965), Schweizer Umweltwissenschaftlerin und kantonale Politikerin
- Ziegler, Siegfried (1902–1984), deutscher Esperantist, Verleger und Politiker (SPD), MdL
- Ziegler, Sven (* 1994), deutscher Eishockeyspieler

###### Ziegler, T
- Ziegler, Tamar (* 1971), israelische Mathematikerin
- Ziegler, Tanja (* 1966), deutsche Filmproduzentin und Kinobetreiberin
- Ziegler, Theobald (1846–1918), deutscher Philosoph und Hochschullehrer
- Ziegler, Theodor (1830–1914), deutscher Porträt-, Genre- und Historienmaler
- Ziegler, Theodor (1832–1917), Schweizer Politiker
- Ziegler, Theodor (1926–2024), deutscher Geodät, Beamter im Vermessungswesen und Hochschullehrer
- Ziegler, Thilo (1937–2015), deutscher Kommunalpolitiker, Bergmann und Heimatforscher
- Ziegler, Thomas (1947–2014), deutscher Maler
- Ziegler, Thomas (1956–2004), deutscher Science-Fiction-Schriftsteller und Übersetzer
- Ziegler, Thomas (* 1970), deutscher Herpetologe
- Ziegler, Thomas (* 1978), Schweizer Eishockeyspieler
- Ziegler, Thomas (* 1980), deutscher Radrennfahrer
- Ziegler, Timocin (* 1986), deutscher Schauspieler
- Ziegler, Toby (* 1972), britischer Künstler
- Ziegler, Tom (1945–2015), dänisch-kanadischer theoretischer Chemiker (Quantenchemie)

###### Ziegler, U
- Ziegler, Ulf Erdmann (* 1959), deutscher SchriftstellerUlf Erdmann Ziegler (* 1959)

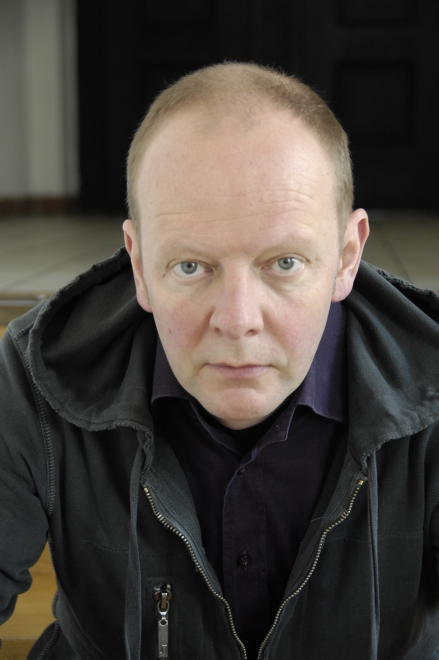
Ulf Erdmann Ziegler (* 1959)

- Ziegler, Uwe (* 1942), deutscher Fußballspieler

###### Ziegler, V
- Ziegler, Vanessa (* 1999), deutsche Fußballspielerin
- Ziegler, Vera (1914–1996), deutsche Schauspielerin, Galeristin und Verlegerin
- Ziegler, Volker (* 1966), deutscher Tischtennistrainer

###### Ziegler, W
- Ziegler, Walter (1859–1932), österreichischer Maler und Graphiker
- Ziegler, Walter (1912–1977), deutscher Jurist, Senatsvorsitzender am Obersten Gericht der DDR
- Ziegler, Walter (* 1937), deutscher Historiker
- Ziegler, Walter (1938–2021), rumänischer Radsportler
- Ziegler, Walter (* 1947), deutscher Historiker und Archivar
- Ziegler, Werner (1916–2001), deutscher Militär, Offizier der Wehrmacht und der Bundeswehr
- Ziegler, Werner (* 1950), deutscher Wirtschaftswissenschaftler und Rektor der Hochschule Nürtingen-Geislingen
- Ziegler, Werner Karl Ludwig (1763–1809), deutscher lutherischer Theologe und Hochschullehrer
- Ziegler, Wilhelm, deutscher Maler und Kartograf
- Ziegler, Wilhelm (1805–1878), Mitglied des Preußischen Abgeordnetenhauses
- Ziegler, Wilhelm (1835–1897), preußischer Generalleutnant und Kommandeur der 6. Division
- Ziegler, Wilhelm (1891–1962), deutscher Historiker, NS-Beamter und Politiker (BHE), MdL
- Ziegler, Willi (1929–2002), deutscher Paläontologe
- Ziegler, William (1843–1905), US-amerikanischer Industrieller
- Ziegler, William H. (1909–1977), US-amerikanischer Filmeditor
- Ziegler, Willy (1879–1939), deutscher Politiker (SPD, USPD, KPD, KAG)
- Ziegler, Willy (1899–1942), deutscher Politiker (NSDAP), MdR
- Ziegler, Wolfgang (* 1943), deutscher Rock- und Popsänger und KomponistWolfgang Ziegler (* 1943)

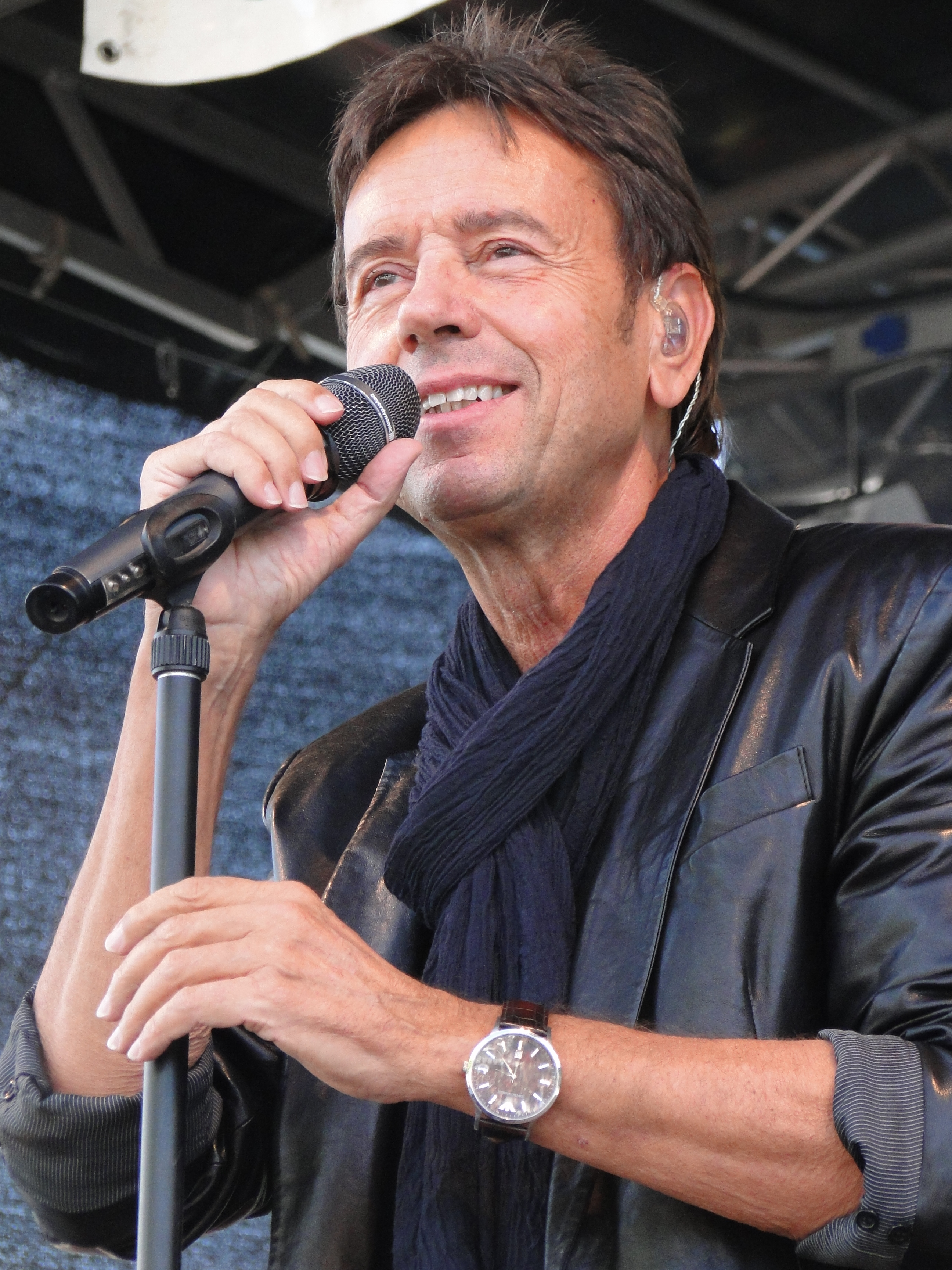
Wolfgang Ziegler (* 1943)

###### Ziegler, Y
- Ziegler, Yvonne (* 1966), deutsche Wirtschaftswissenschaftlerin für Luftverkehrsmanagement

###### Ziegler-D
- Ziegler-de Bary, Johann Carl (1798–1847), deutscher Kaufmann und Abgeordneter

###### Ziegler-P
- Ziegler-Pellis, Jakob (1775–1863), Schweizer Unternehmer

###### Ziegler-R
- Ziegler-Raschdorf, Margarete (* 1951), deutsche Politikerin (CDU), MdL

###### Ziegler-S
- Ziegler-Stege, Erika (1909–1997), deutsche Schriftstellerin

##### Zieglg
- Zieglgänsberger, Roman (* 1972), deutscher Kunsthistoriker
- Zieglgruber, Manfred (1947–2014), deutscher Eisstockschütze und Weltrekordler im Weitschießen (Stockschießen)

##### Zieglm
- Zieglmeier, Michael (1874–1959), Oberbergdirektor

##### Zieglt
- Ziegltrum, Armin (* 1961), deutscher Orgelbauer

#### Ziegm
- Ziegmann, Bernd, deutscher Basketballspieler

#### Ziegn
- Ziegner, Heinz (1928–2015), deutscher SED-Funktionär, MdV, 1. Sekretär der SED-Bezirksleitung Schwerin
- Ziegner, Helmut (1921–2006), deutscher Schauspieler und RIAS-Mitarbeiter
- Ziegner, Kurd Albrecht von (1918–2016), deutscher Pferdesportrainer
- Ziegner, Paul (* 1994), deutscher Schauspieler
- Ziegner, Torsten (* 1977), deutscher Fußballspieler
- Ziegner-Gnüchtel, Hans (1859–1926), Bürgermeister der Stadt Wilhelmshaven

#### Ziegr
- Ziegra, Christian (1719–1778), deutscher Historiker und lutherischer Theologe
- Ziegra, Georg David (1653–1724), deutscher evangelischer Theologe
- Ziegra, Konstantin (1617–1691), deutscher Physiker und lutherischer Theologe

### Zieh
- Ziehe, Thomas (* 1947), deutscher Erziehungswissenschaftler und Hochschullehrer
- Ziehen, Conrad Siegmund (1727–1780), deutscher evangelischer Theologe
- Ziehen, Eduard (1819–1884), deutscher Schriftsteller
- Ziehen, Eduard (1896–1945), deutscher Historiker
- Ziehen, Julius (1864–1925), deutscher Pädagoge und Altphilologe
- Ziehen, Ludwig (1871–1951), deutscher Lehrer und Altphilologe
- Ziehen, Theodor (1862–1950), deutscher Neurologe, Psychiater, Psychologe und Philosoph
- Ziehen, Vult (1899–1975), deutscher Zoologe und Psychiater
- Zieher, Ottmar (1857–1924), deutscher Ansichtskartenverleger
- Ziehl, August (1881–1965), deutscher Politiker (SPD, USPD, VKPD), MdHB
- Ziehl, Christiane (* 1950), deutsche Schauspielerin
- Ziehl, Emil (1873–1939), deutscher Ingenieur und Unternehmer
- Ziehl, Franz (1857–1926), deutscher Bakteriologe
- Ziehl, Günther (1913–2002), deutscher Ingenieur
- Ziehl, Rüdiger (* 1977), deutscher Fußballspieler und -trainerRüdiger Ziehl (* 1977)

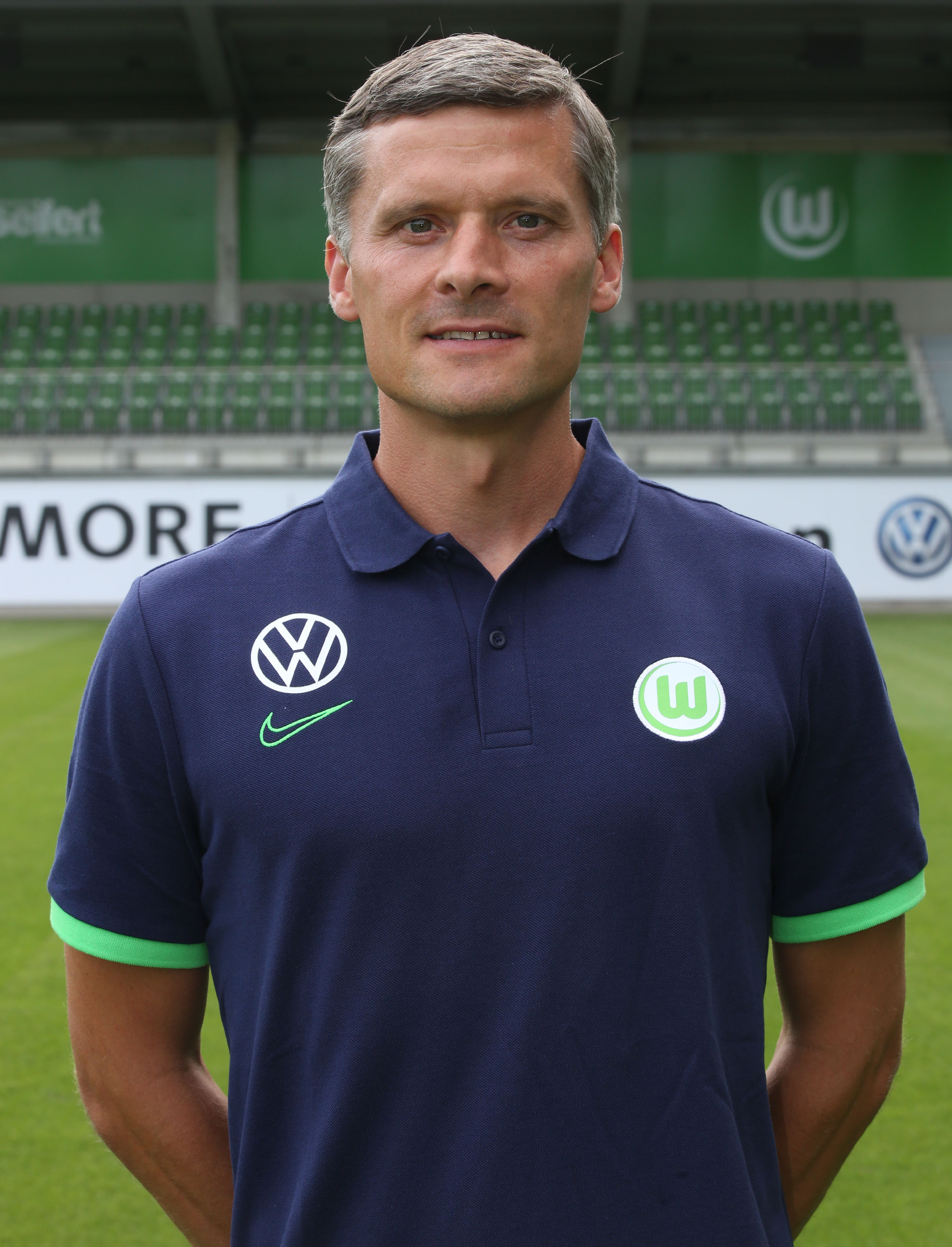
Rüdiger Ziehl (* 1977)

- Ziehli, Jan (* 1999), Schweizer Unihockeyspieler
- Ziehm, Alfred (* 1896), deutscher Gewerkschafter und Politiker (SPD)
- Ziehm, Ernst (1867–1962), deutscher und Danziger Politiker
- Ziehm, Franz (1866–1933), deutscher und Danziger Politiker
- Ziehm, Howard (1940–2024), US-amerikanischer Regisseur
- Ziehmer, Kurt (1944–2002), deutscher Architekt, Designer und Landwirt
- Ziehmer, Walter (1943–2019), deutscher Fußballspieler
- Ziehn, Bernhard (1845–1912), deutsch-amerikanischer Musiktheoretiker
- Ziehn, Hans (* 1930), deutscher Fußballspieler
- Ziehnert, Johann Gottlieb (1785–1856), deutscher Theologe und Schriftsteller
- Ziehnert, Widar (1814–1839), deutscher Dichter und Sagensammler
- Ziehr, Wilhelm (* 1938), deutscher Lexikograph, Sachbuchautor und Kulturhistoriker
- Ziehrer, Carl Michael (1843–1922), österreichischer KomponistCarl Michael Ziehrer (1843–1922)

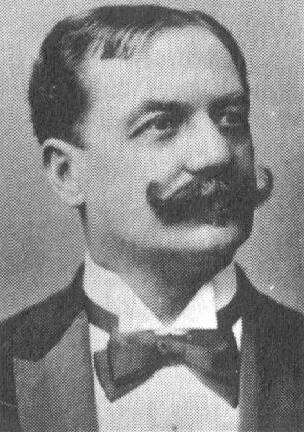
Carl Michael Ziehrer (1843–1922)

### Ziek
- Zieker, Patrick (* 1993), deutscher Handballspieler
- Ziekow, Jan (* 1960), deutscher Rechtswissenschaftler
- Ziekursch, Johannes (1876–1945), deutscher Historiker

### Ziel
- Ziel, Alwin (* 1941), deutscher Jurist, Lehrer und Politiker (SPD), MdV, MdL
- Ziel, Ernst (1841–1921), deutscher Schriftsteller und Redakteur
- Ziel, Henri Frans de (1916–1975), surinamischer Schriftsteller
- Ziel, Minna (1827–1871), deutsche Bildnis- und Genremalerin
- Zielasko, Franz (1896–1943), deutscher kommunistischer Widerstandskämpfer
- Zielche, Hans Hinrich († 1802), deutscher Flötist und Komponist
- Zielcke, Angelika (* 1945), deutsche Schauspielerin
- Zielcke, Marie (* 1979), deutsche Schauspielerin
- Zielecke, Frank (* 1946), deutscher Gewichtheber
- Zielen, Stefan (* 1957), deutscher Mediziner
- Zieleniec, Josef (* 1946), tschechischer Politiker, MdEP
- Zieleniecki, Sebastian (* 1995), polnischer Fußballspieler
- Zielenkiewitz, Gerd (* 1948), deutscher Politiker (SPD), MdL
- Zieleński, Mikołaj, polnischer Organist und Komponist
- Zielenziger, Kurt (1890–1944), deutscher Volkswirt und Journalist
- Zieler, Karl (1874–1945), deutscher Mediziner und Dermatologe
- Zieler, Ron-Robert (* 1989), deutscher FußballtorhüterRon-Robert Zieler (* 1989)

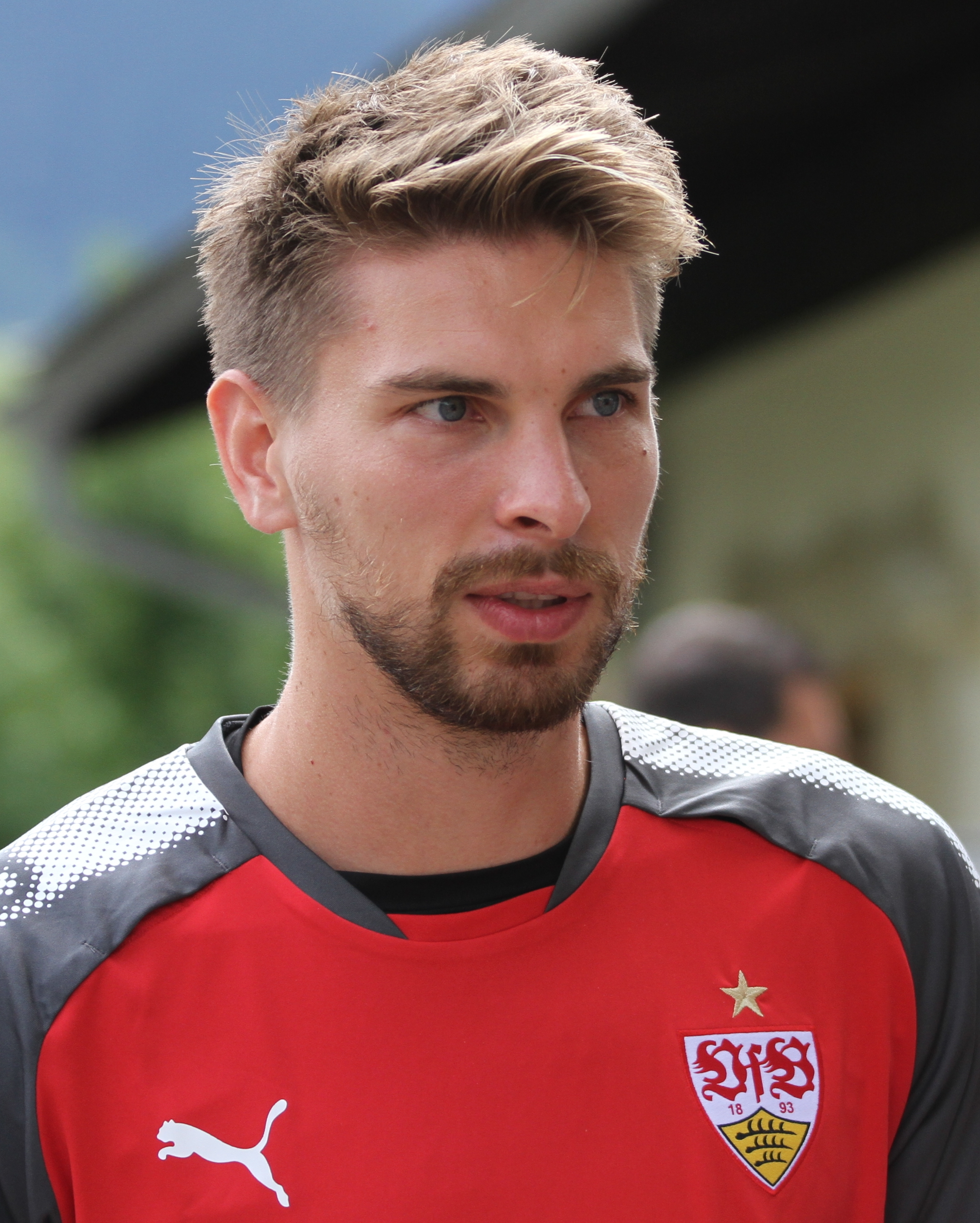
Ron-Robert Zieler (* 1989)

- Zieler, Thomas (* 1957), deutscher Schauspieler und Verleger von Hörbüchern
- Zielezinski, Jerzy (1914–1982), polnisch-amerikanischer Maler und Illustrator
- Zielina, Anita (* 1980), österreichische Journalistin
- Zieling, Bärbel (* 1949), deutsche Politikerin (SPD), Oberbürgermeisterin von Duisburg
- Zieling, Norbert (* 1956), deutscher Archäologe
- Zielińska, Ewa (* 1972), polnische Leichtathletin
- Zielińska, Katarzyna (* 1979), polnische Schauspielerin und Sängerin
- Zielińska, Lidia (* 1953), polnische Komponistin
- Zielińska-Głębocka, Anna (* 1949), polnische Wirtschaftswissenschaftlerin und Politikerin
- Zielinski, Adam (1929–2010), polnisch-österreichischer Schriftsteller
- Zieliński, Adrian (* 1989), polnischer Gewichtheber
- Zieliński, Andrzej (1936–2021), polnischer Leichtathlet
- Zielinski, Bernd (1950–1996), deutscher Fußballspieler
- Zielinski, Chad (* 1964), US-amerikanischer Geistlicher, römisch-katholischer Bischof von New Ulm
- Zielinski, Christoph (* 1952), österreichischer Mediziner und Professor an der Medizinischen Universität WienChristoph Zielinski (* 1952)

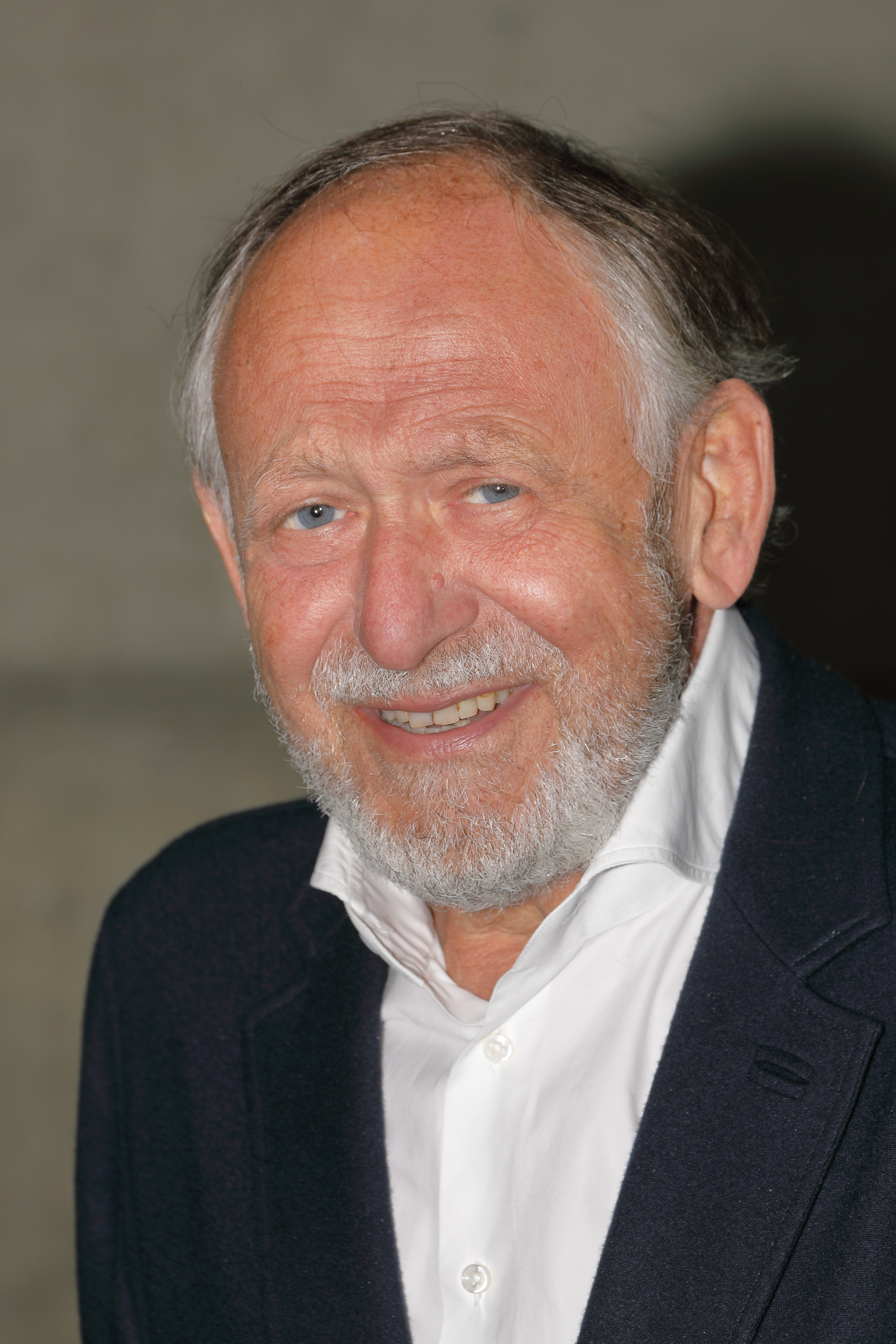
Christoph Zielinski (* 1952)

- Zieliński, Damian (* 1981), polnischer Bahnradsportler
- Zielinski, Diethart (* 1941), deutscher Jurist und Hochschullehrer
- Zieliński, Edmund (1909–1992), polnischer Eishockeyspieler
- Zieliński, Gustaw (1809–1881), polnischer Schriftsteller
- Zielinski, Hans (1912–1985), deutscher Ingenieur
- Zielinski, Helmut (1944–2017), deutscher römisch-katholischer Geistlicher und Theologe
- Zieliński, Henryk (1920–1981), polnischer Historiker und Hochschullehrer
- Zielinski, Herbert (* 1947), deutscher Historiker
- Zieliński, Jacek (* 1961), polnischer Fußballspieler und -trainer
- Zieliński, Jacek (* 1967), polnischer Fußballspieler
- Zieliński, Jan (* 1996), polnischer TennisspielerJan Zieliński (* 1996)

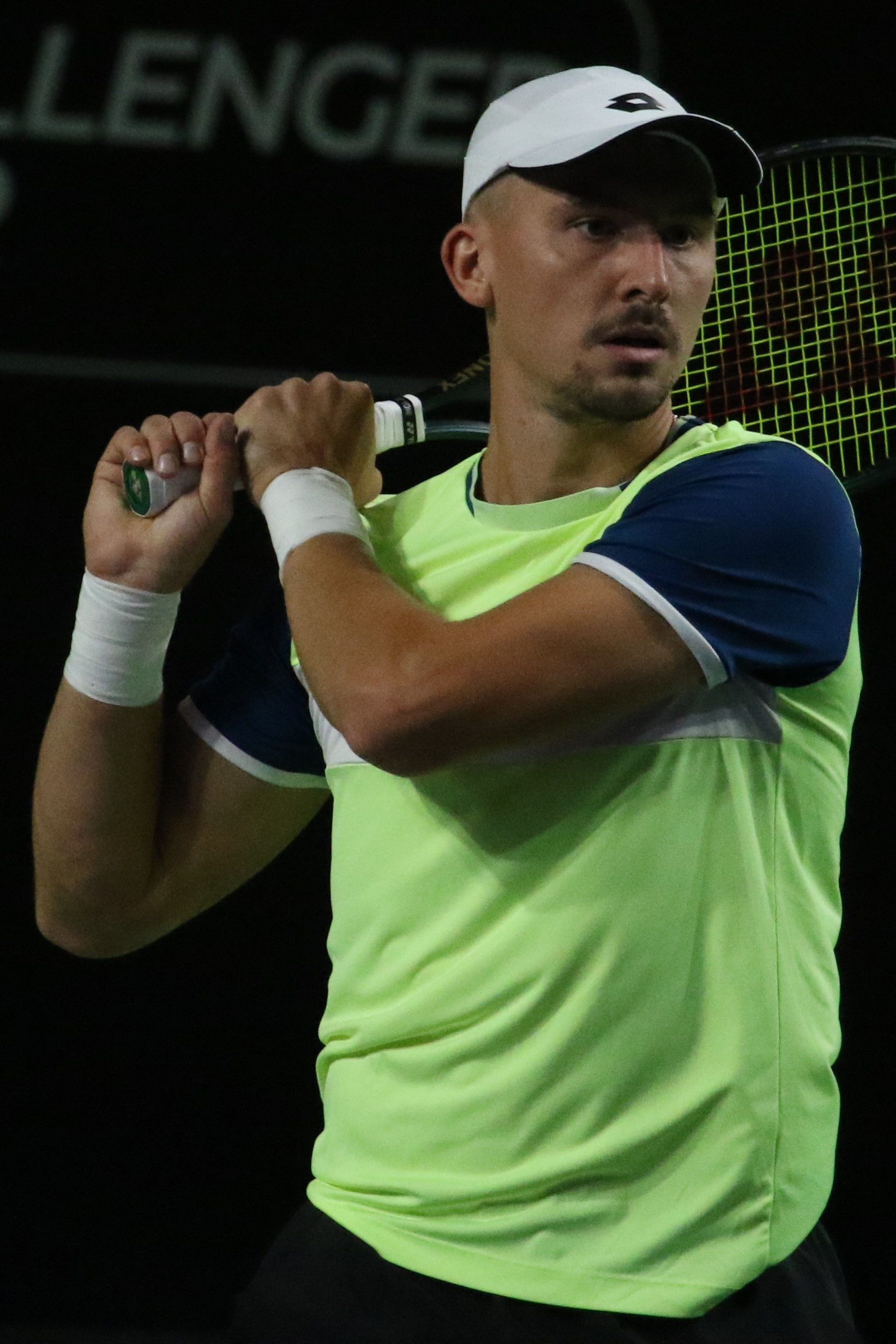
Jan Zieliński (* 1996)

- Zielinski, Jaroslaw de (1847–1922), polnisch-amerikanischer Pianist, Organist, Chorleiter, Musikpädagoge und Komponist polnischer Herkunft
- Zieliński, Jerzy (* 1950), polnischer Kameramann
- Zieliński, Jerzy (* 1957), polnischer Politiker
- Zielinski, Johannes (1914–1993), deutscher Pädagoge und Hochschullehrer für Pädagogik an der TH Aachen
- Zieliński, Juliusz (1881–1944), polnischer Lehrer
- Zielinski, Jürgen (* 1953), deutscher Regisseur, Dramaturg, Autor und Theaterintendant
- Zielinski, Karl Heinrich von (1772–1817), preußischer Generalmajor
- Zielinski, Klemens (1922–2002), deutscher Fußballspieler
- Zieliński, Maciej (* 1971), polnischer Komponist
- Zieliński, Marek (* 1952), polnischer Politiker Platforma Obywatelska, Mitglied des Sejm
- Zieliński, Marian (1929–2005), polnischer Gewichtheber
- Zieliński, Michał (* 1984), deutsch-polnischer Fußballspieler
- Zieliński, Michał (* 1992), polnischer Snookerspieler
- Zielinski, Oliver (* 1970), deutscher Physiker, Meeresforscher und Hochschullehrer
- Zielinski, Paul (1911–1966), deutscher Fußballspieler
- Zieliński, Piotr (* 1984), polnischer Radrennfahrer
- Zieliński, Piotr (* 1994), polnischer FußballspielerPiotr Zieliński (* 1994)

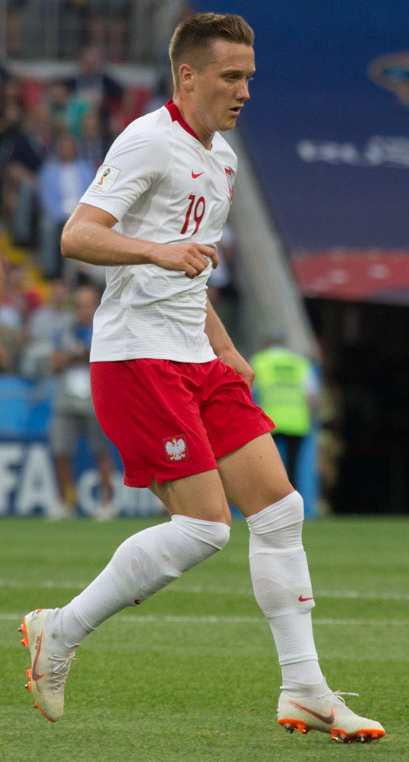
Piotr Zieliński (* 1994)

- Zielinski, Rafal (* 1957), kanadischer Filmregisseur
- Zieliński, Rajmund (1940–2022), polnischer Radsportler
- Zielinski, Regina (1924–2014), Überlebende des Vernichtungslagers Sobibór
- Zielinski, Siegfried (* 1951), deutscher Medienwissenschaftler
- Zieliński, Stanisław (1912–1939), polnischer Radsportler, nationaler Meister im Radsport
- Zieliński, Tadeusz Stefan (1859–1944), polnischer Klassischer Philologe
- Zieliński, Wiktor (* 2001), polnischer Poolbillardspieler
- Zieliński, Władysław (* 1935), polnischer Kanute
- Zieliński, Włodzimierz (* 1955), polnischer Handballspieler
- Zielinski, Yvonne (* 1989), deutsche Fußballspielerin
- Zieliński, Zbigniew (* 1965), polnischer Geistlicher, römisch-katholischer Erzbischof von Posen
- Zielinsky, Gerald (* 1959), deutscher Crosslauf-Sommerbiathlet
- Zielinsky, Gregor (* 1957), deutscher Tonmeister
- Zielinsky, Sebastian (* 1988), deutscher Fußballspieler
- Zielke, Anne (* 1972), deutsche Schriftstellerin
- Zielke, Carl Luis (* 1989), deutscher Musiker
- Zielke, Christian (* 1962), deutscher Autor, Professor, Vortragsredner und ehemaliger Personalmanager
- Zielke, Erich (1936–2022), deutscher Judoka und Generalkonsul der DDR
- Zielke, Günter (* 1931), deutscher Politiker (CDU), MdHB
- Zielke, Julius (1826–1907), deutscher Landschafts- und Vedutenmaler der deutschen Romantik
- Zielke, Klaus (1931–2016), deutscher Orthopäde
- Zielke, Leopold (1793–1861), deutscher Architekt, Maler und Zeichner
- Zielke, Martin (* 1963), deutscher Manager
- Zielke, Moritz (* 1973), deutscher SchauspielerMoritz Zielke (* 1973)

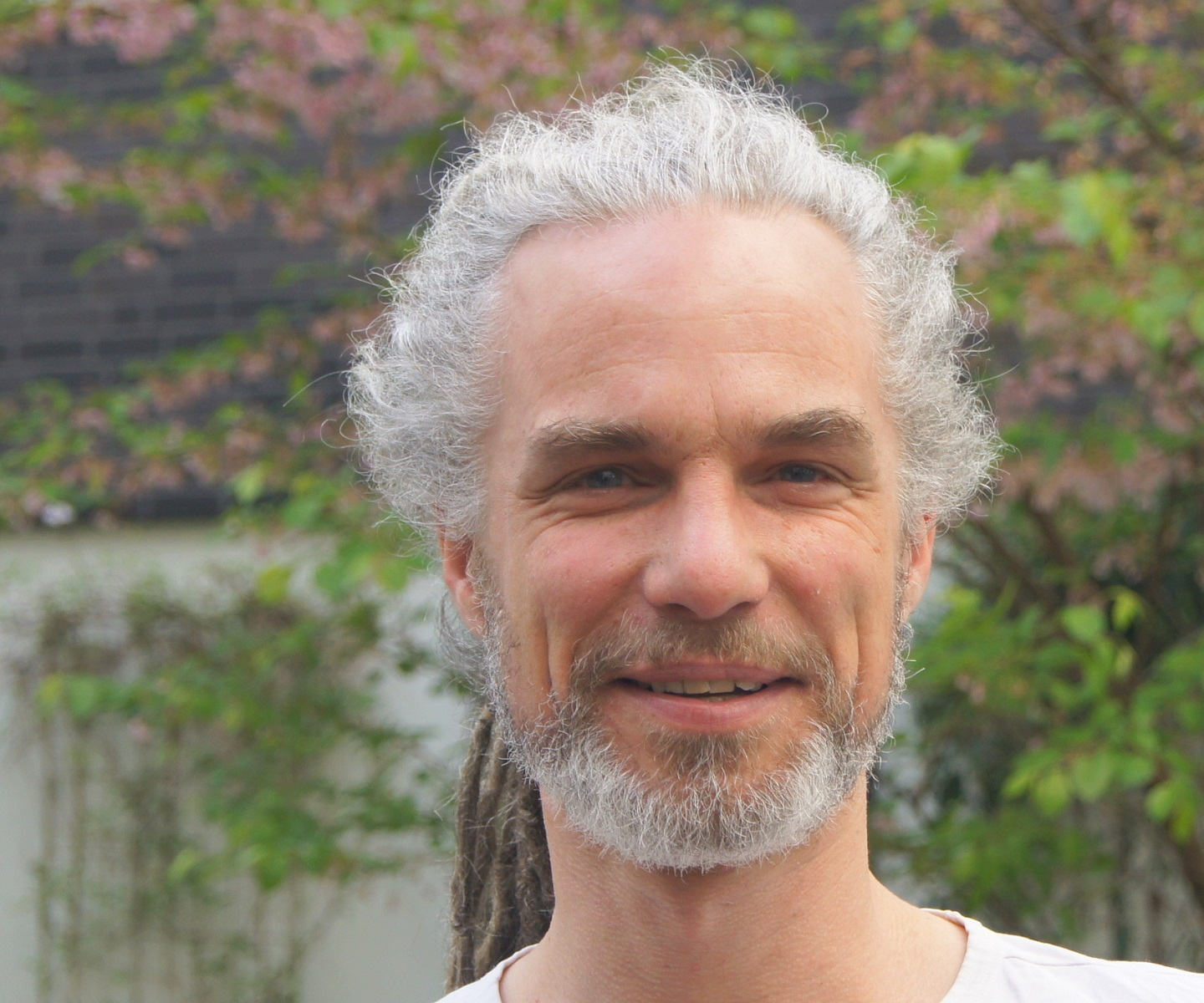
Moritz Zielke (* 1973)

- Zielke, Ottfried (1936–2016), deutscher Cartoonist, Zeichner, Maler und Buchkünstler
- Zielke, Roland (* 1946), deutscher Politiker (FDP), MdL
- Zielke, Rolf (* 1964), deutscher Jazzmusiker (Pianist)
- Zielke, Walter (* 1963), deutscher Organist, Kantor, Komponist und Musikverleger
- Zielke, Werner (* 1929), deutscher Fußballspieler
- Zielke, Wiebke (* 1979), deutsche Schauspielerin
- Zielke, Willy (1902–1989), deutscher Fotograf, Regisseur, Kameramann, Filmeditor und Filmproduzent
- Ziellenbach, Suzanne (* 1960), deutsche Schauspielerin
- Zielniok, Walter J. (1930–2012), deutscher Pädagoge
- Zielonka, Cordula (* 1986), deutsche Schauspielerin
- Zielonka, Manfred (* 1960), deutscher Boxer
- Zielonka, Michael (1942–2018), deutscher Priester und Schriftsteller
- Zielonka, Nikodem (* 2004), polnischer Fußballspieler
- Zielony, Tobias (* 1973), deutscher Fotograf und FilmerTobias Zielony (* 1973)

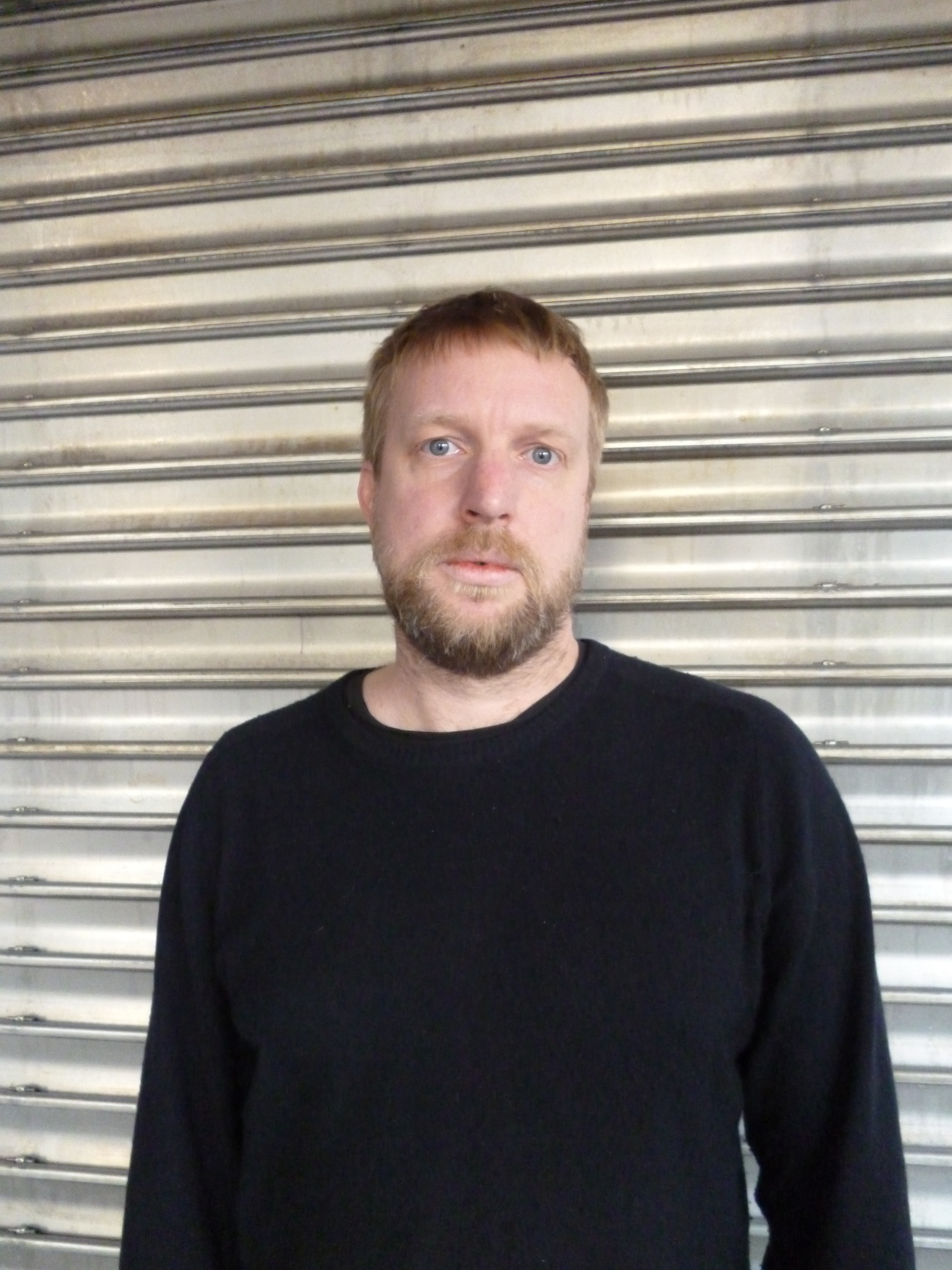
Tobias Zielony (* 1973)

- Zielosko, Johannes (* 1927), deutscher Agrar- und Bildungsexperte
- Zielowski, Otto (1866–1928), deutscher Journalist und Mitglied des Provinziallandtages der Provinz Hessen-Nassau
- Zielske, Daniel (* 1972), deutscher Fotograf
- Zielske, Harald (1936–2014), deutscher Theaterwissenschaftler und Hochschullehrer
- Zielske, Horst (* 1946), deutscher Fotograf
- Zielski, Edward (* 1947), polnischer Geistlicher und römisch-katholischer Bischof von São Raimundo Nonato
- Zielski, Franklin (1941–2021), kanadischer Ruderer
- Zielstorff, Ilse (1935–2015), deutsche Schauspielerin
- Zielstorff, Willy (1866–1938), deutscher Agrarwissenschaftler und Hochschullehrer

### Ziem
- Ziem, Dilara Aylin (* 2002), deutsche Schauspielerin
- Ziem, Félix (1821–1911), französischer Maler
- Ziem, Hansjoachim (1908–1995), deutscher Verkehrsingenieur und Hochschullehrer
- Ziem, Jochen (1932–1994), deutscher Schriftsteller
- Ziem, Marco (1966–2013), deutscher Fußballspieler
- Zieman, Yitzchak (1920–2007), lettischer Psychoanalytiker, Mitbegründer der Themenzentrierten Interaktion
- Ziemann, Arno (* 1941), deutscher Fußballspieler (DDR)
- Ziemann, Benjamin (* 1964), deutscher Historiker
- Ziemann, Carl (1825–1906), Forstmeister, Mitglied des Kurhessischen Kommunallandtages Kassel
- Ziemann, Daniela (* 1961), deutsche Schauspielerin
- Ziemann, George Patrick (1941–2009), US-amerikanischer Bischof von Santa Rosa in California
- Ziemann, Hans (1865–1939), deutscher Tropenmediziner
- Ziemann, Hans-Jürgen (* 1937), deutscher Jurist, Präsident des Finanzgerichts Bremen (1990–2002)
- Ziemann, Otto (* 1872), deutscher Politiker (DNVP), MdL
- Ziemann, Sascha (* 1977), deutscher Jurist
- Ziemann, Sonja (1926–2020), deutsche Schauspielerin, Tänzerin und SängerinSonja Ziemann (1926–2020)
- Ziemann, Ulla (* 1969), deutsche Autorin

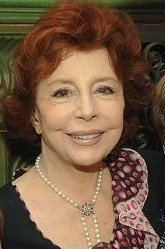
Sonja Ziemann (1926–2020)

- Ziemann, Werner (1909–1971), deutscher Gewerkschafter, Vorsitzender der Gewerkschaft Handel, Banken und Versicherungen
- Ziemba, Wojciech (1941–2021), polnischer Geistlicher, römisch-katholischer Erzbischof von Ermland
- Zieme, Ali (* 1971), deutscher Musiker
- Zieme, Peter (* 1942), deutscher Turkuloge
- Ziemek, Zach (* 1993), US-amerikanischer Zehnkämpfer
- Ziemele, Ineta (* 1970), lettische Juristin, Rechtswissenschaftlerin, Richterin am Europäischen Gerichtshof für Menschenrechte
- Žiemelis, Gediminas (* 1977), litauischer Unternehmer
- Žiemelis, Vidmantas (* 1950), litauischer Politiker und Jurist
- Ziemer, Albrecht (* 1940), deutscher Produktionsdirektor
- Ziemer, Christof (* 1941), deutscher lutherischer Theologe und Mitglied der Friedensbewegung in der DDR
- Ziemer, Elisabeth (* 1952), deutsche Politikerin (Grüne), MdA
- Ziemer, Erich (1906–1937), deutscher Kommunist und Polizistenmörder
- Ziemer, Hannah (* 1999), deutsche Volleyball- und Beachvolleyballspielerin
- Ziemer, Hans (1920–1987), deutscher Politiker (NSDAP, CDU), MdL, katholischer Arbeitersekretär
- Ziemer, Herbert (1888–1975), deutscher Verwaltungsjurist
- Ziemer, Hermann (1845–1908), deutscher Gymnasiallehrer
- Ziemer, Jürgen (* 1937), deutscher evangelisch-lutherischer Theologe und Hochschullehrer
- Ziemer, Klaus (* 1946), deutscher Politikwissenschaftler
- Ziemer, Marcel (* 1985), deutscher Fußballspieler
- Ziemer, Martin (* 1983), deutscher Handballtorwart
- Ziemer, Taylor (* 1998), US-amerikanische Fußballspielerin
- Ziemer, Thomas (* 1969), deutscher Fußballspieler
- Ziemer-Falke, Kristina (* 1981), deutsche Hundetrainerin und Buchautorin
- Ziemetzki, Joachim (1886–1945), deutscher römisch-katholischer Geistlicher und Märtyrer
- Ziemiak, Paul (* 1985), deutscher Politiker (CDU), MdBPaul Ziemiak (* 1985)

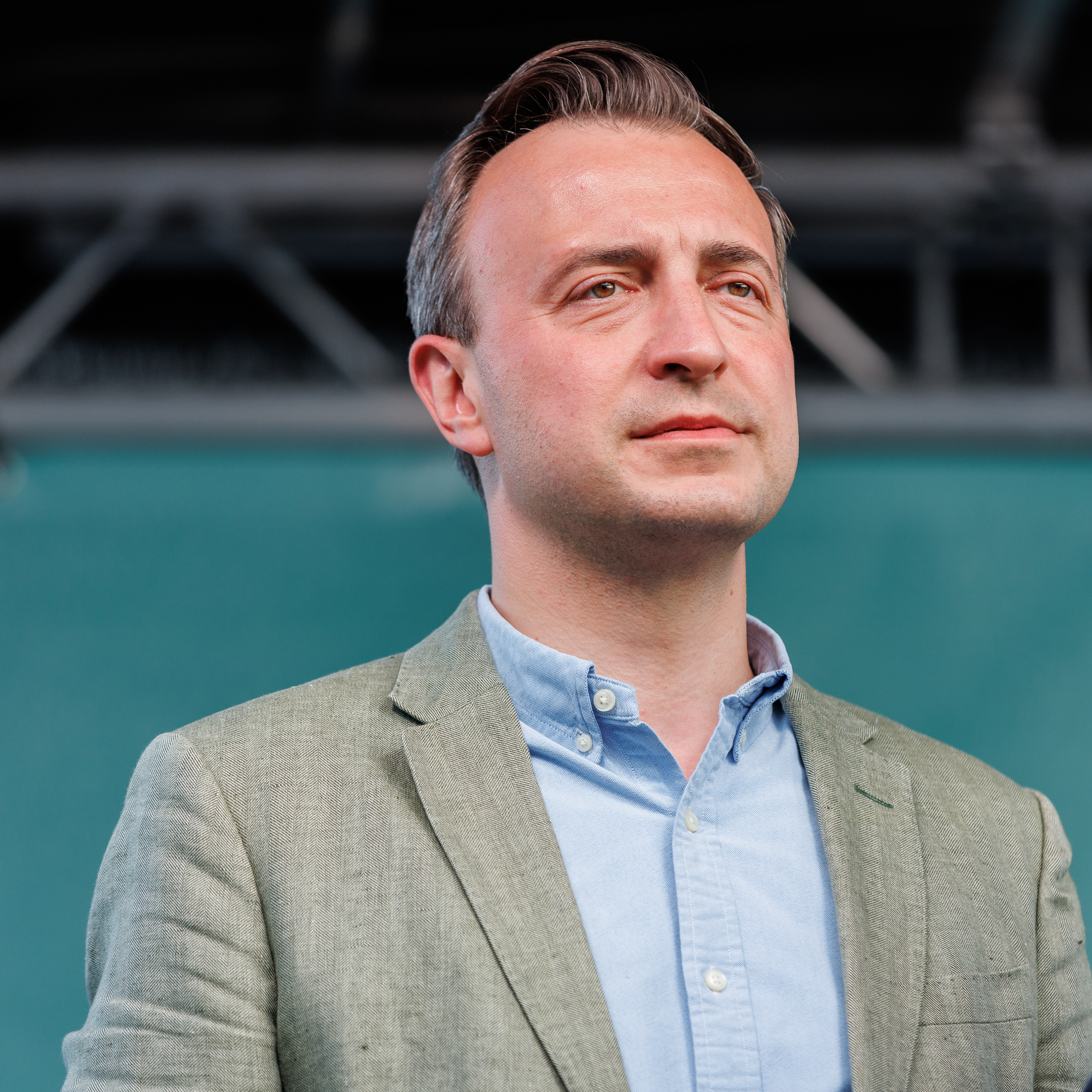
Paul Ziemiak (* 1985)

- Ziemiałkowski, Florian (1817–1900), polnischer Politiker und Gutsbesitzer
- Ziemianin, Jan (* 1962), polnischer Biathlet
- Ziemianin, Wiesław (* 1970), polnischer Biathlet
- Ziemiański, Andrzej (* 1960), polnischer Schriftsteller
- Ziemięcka, Eleonora (1819–1869), polnische Autorin
- Ziemiecki, Hieronymus Anton von (1817–1906), nassauischer Generaladjutant, österreichischer Generalfeldzeugmeister
- Ziemietzky, Helmuth von (1824–1899), preußischer General der Infanterie
- Ziemke, Earl F. (1922–2007), US-amerikanischer Militärhistoriker
- Ziemke, Ernst (1867–1935), deutscher Mediziner
- Ziemke, Kurt (1888–1965), deutscher Diplomat
- Ziemke, Sabine (* 1970), deutsche Journalistin, Fernseh- und Veranstaltungsmoderatorin und Medientrainerin
- Ziemke, Thies (* 1948), deutscher Fondsmanager und Verleger
- Ziemkiewicz, Rafał (* 1964), polnischer Science-Fiction- und Fantasy-Schriftsteller
- Ziemlinski, Frank, deutscher Grafiker, Werbespezialist und Spieleentwickler
- Ziemniak, Wojciech (* 1956), polnischer Politiker (Platforma Obywatelska), Mitglied des Sejm
- Ziemnicki, Jakob (* 1975), deutsch-polnischer Regisseur und Drehbuchautor
- Ziemons, Kristina (* 1984), deutsche Duathletin und Triathletin sowie mehrfache Deutsche Meisterin
- Ziemons, Michael (* 1976), deutscher Pädagoge und Hochschullehrer
- Ziemowit, Herzog von Beuthen und Gleiwitz
- Ziems, Fabian (* 2009), deutscher KinderdarstellerFabian Ziems (* 2009)

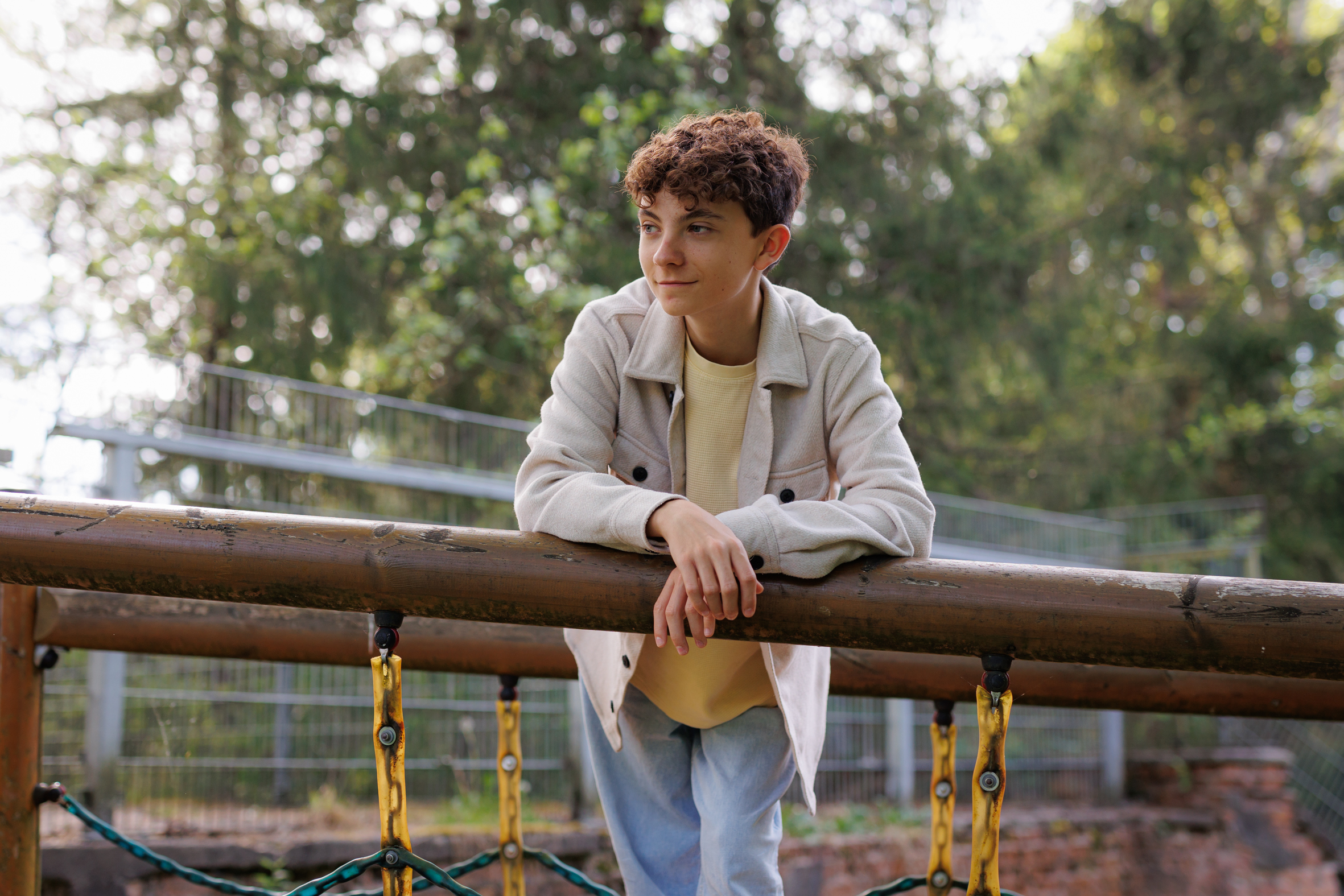
Fabian Ziems (* 2009)

- Ziemske, Burkhardt (1956–2001), deutscher Rechtswissenschaftler
- Ziemski, Rajmund (1930–2005), polnischer Maler und Grafiker
- Ziemssen, Christoph (1791–1868), deutscher lutherischer Theologe und Kirchenhistoriker
- Ziemssen, Hugo von (1829–1902), deutscher Mediziner
- Ziemssen, Johann Christoph (1747–1824), deutscher lutherischer Theologe, schwedisch-pommerscher Generalsuperintendent
- Ziemssen, Ludwig (1823–1895), deutscher Pädagoge, Schriftsteller und Redakteur
- Ziemssen, Theodor (1777–1843), deutscher Pädagoge und Theologe

### Zien
- Zien, Kirsten (* 1990), kanadische SchauspielerinKirsten Zien (* 1990)

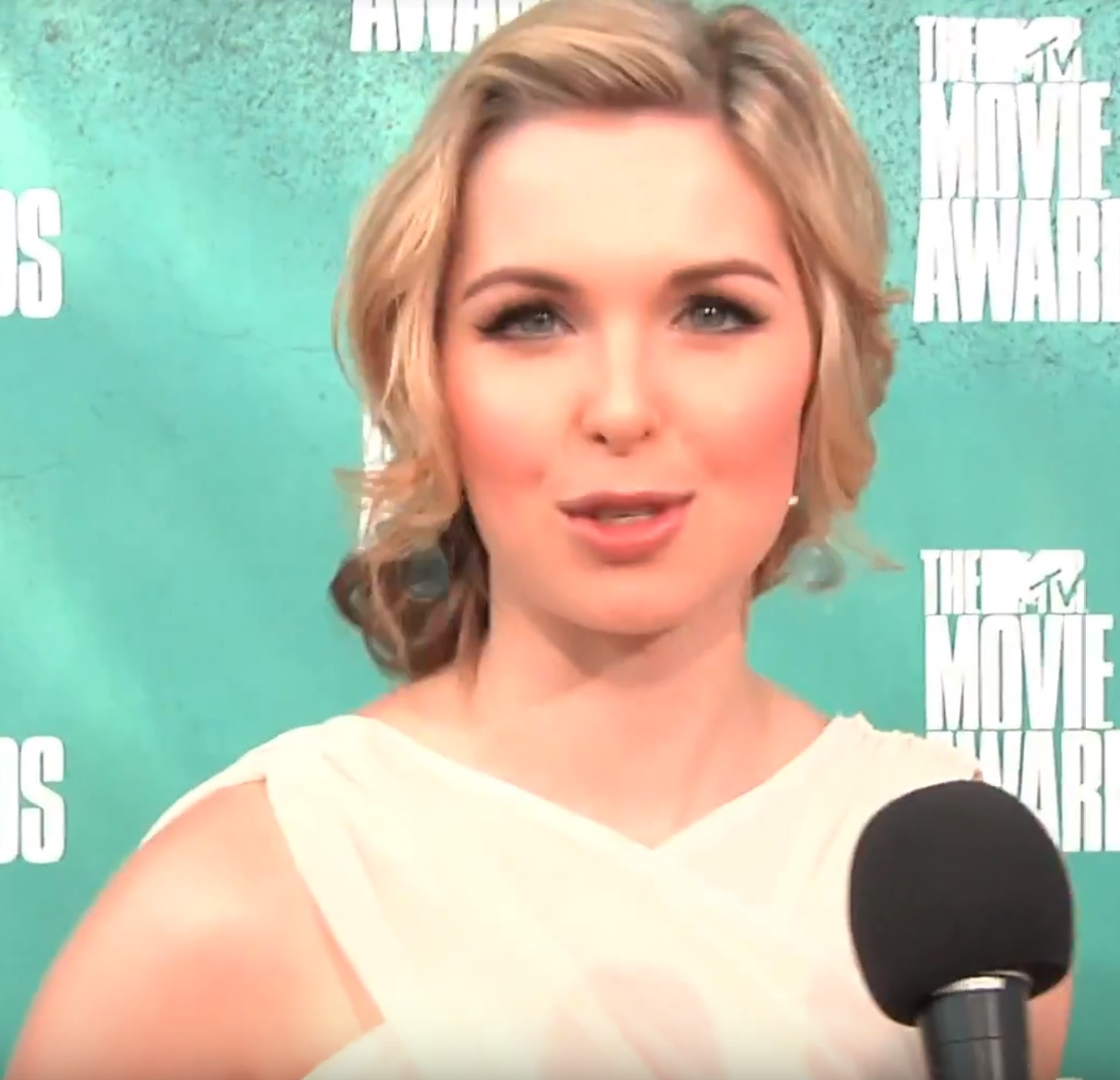
Kirsten Zien (* 1990)

- Zieńczuk, Marek (* 1978), polnischer Fußballspieler
- Ziener, Bruno (1870–1941), deutscher Schauspieler
- Ziener, Manny (1881–1972), deutsche Schauspielerin
- Ziener, Slavica (* 1968), deutsche Fotografin
- Zieniewicz, Wiktoria (* 2002), polnische Fußballspielerin
- Zienkiewicz, Olgierd Cecil (1921–2009), polnisch-britischer Mathematiker und Bauingenieur
- Zienkiewicz, Renata (* 1967), polnische und deutsche Handballspielerin
- Zientek, Wolfgang (* 1964), deutscher Fußballspieler
- Zients, Jeffrey (* 1966), US-amerikanischer CEO, Unternehmensberater und Unternehmer

### Zier
- Zier, Alexander (* 1970), deutscher Motorradrennfahrer
- Zier, Hans Georg (1926–1997), deutscher Archivar und Historiker
- Zier, Lothar (* 1929), deutscher Forstwirt, Autor und Naturfotograf, Initiator des Naturschutzgebiets Pfrunger-Burgweiler Ried
- Zier, Ludwig (* 1955), deutscher blinder Schachspieler
- Zier, O. P. (* 1954), österreichischer Schriftsteller
- Zier, Sebastian (* 1977), deutscher Koch
- Zierath, Christine (* 1950), deutsche Badmintonspielerin
- Zierau, Peter (* 1950), deutscher Fußballspieler
- Ziercke, Aaron (* 1972), deutscher Handballspieler und -trainer
- Ziercke, Anika (* 1974), deutsche Handballspielerin
- Ziercke, Jörg (* 1947), deutscher Polizist, ehemaliger Präsident des deutschen BundeskriminalamtsJörg Ziercke (* 1947)

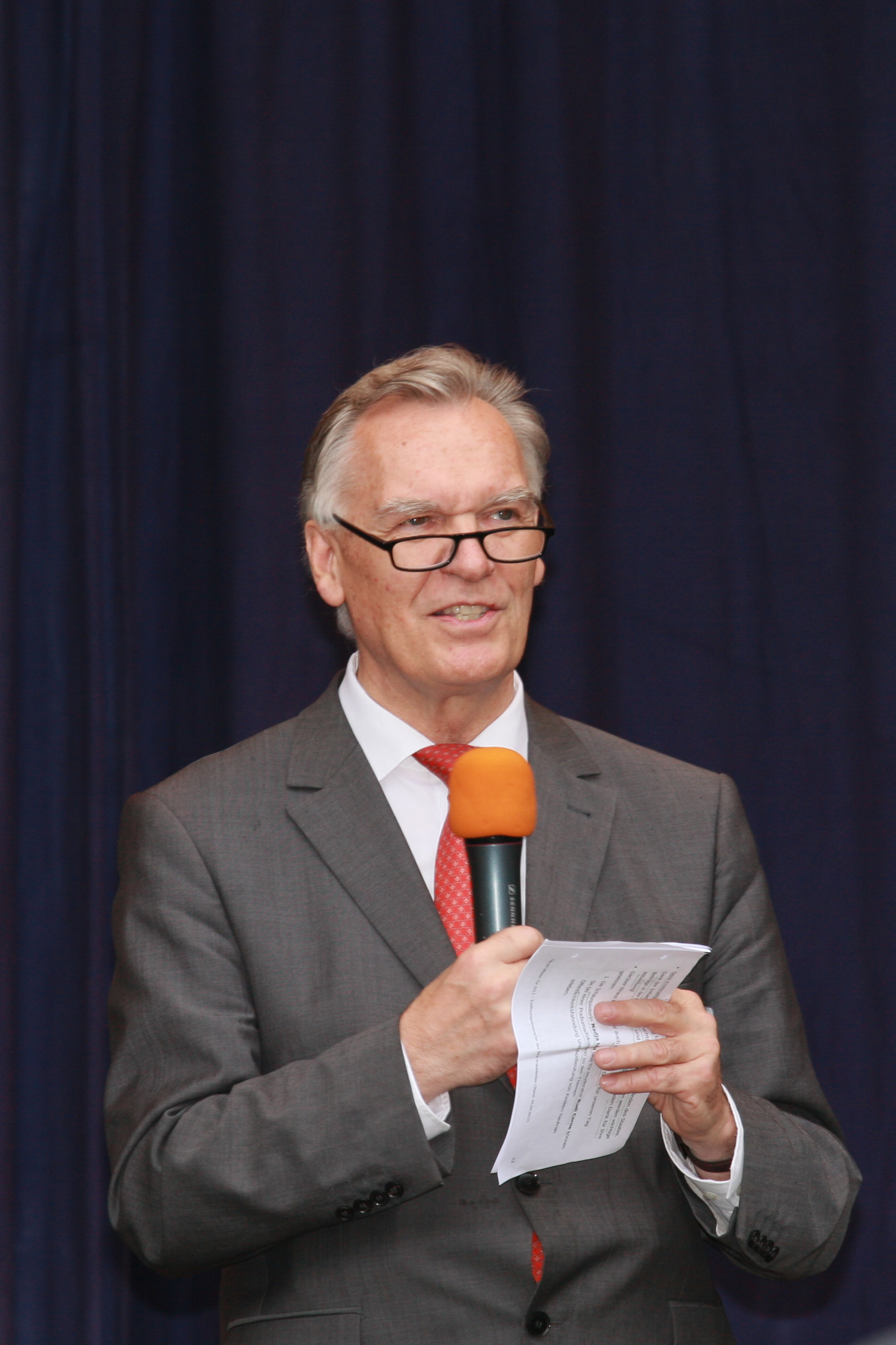
Jörg Ziercke (* 1947)

- Ziercke, Louis (1887–1945), deutscher Maler und Grafiker
- Ziercke, Mia (* 2003), deutsche Handballspielerin
- Zierden, Josef (* 1954), deutscher Gymnasiallehrer, Literaturmanager und Publizist
- Zierden, Malte (* 1992), deutscher Influencer und Tierschützer
- Zierden, Wilke (* 1987), deutscher WebvideoproduzentWilke Zierden (* 1987)

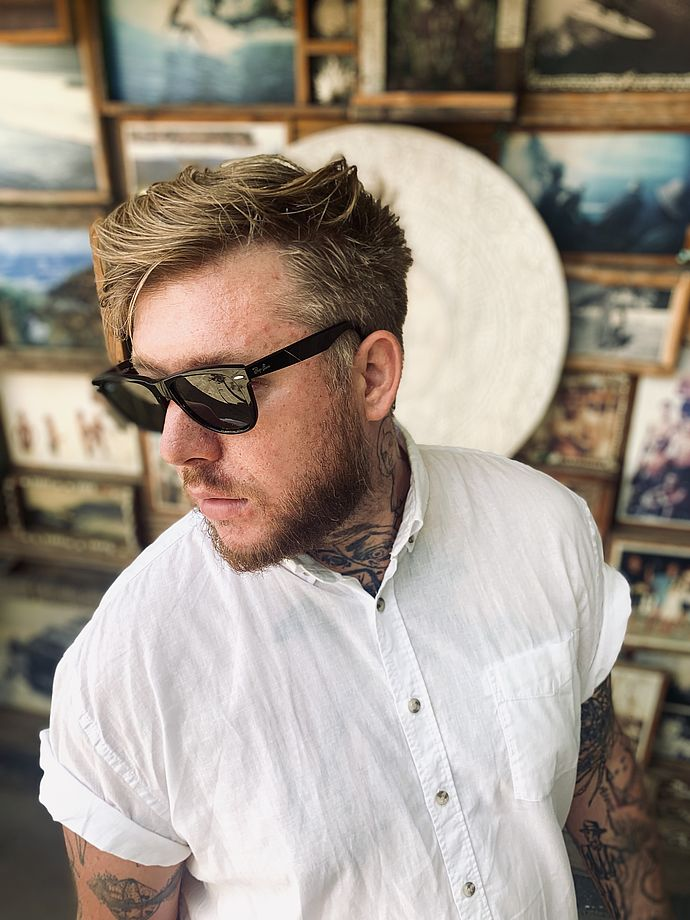
Wilke Zierden (* 1987)

- Ziereis, Franz (1905–1945), deutscher Nationalsozialist und Kommandant des KZ Mauthausen
- Ziereis, Markus (* 1992), deutscher Fußballspieler
- Ziereis, Philipp (* 1993), deutscher Fußballspieler
- Zierenberg, Carla (1917–2010), deutsche Künstlerin
- Zierenberg, Daniel (1547–1602), deutscher Politiker, Bürgermeister und königlicher Burggraf von Danzig
- Zierenberg, Joachim, Hochschullehrer und Rektor in Frankfurt (Oder)
- Zierenberg, Johann (1574–1642), deutscher Politiker sowie Bürgermeister und königlicher Burggraf von Danzig
- Zierenberg, Johann Georg (1693–1736), Stadtvogt von Bremen
- Zierenberg, Malte (* 1975), deutscher Historiker
- Zierer, Benno (1934–2021), deutscher Politiker (CSU), MdB
- Zierer, Benno (* 1956), deutscher Politiker (Freie Wähler), MdL Bayern
- Zierer, Dietmar (1943–2015), deutscher Politiker (SPD, Grüne, Linke), MdL
- Zierer, Franz Joseph (1822–1903), österreichischer Organist, Kirchenmusiker und Komponist
- Zierer, Fritz (1888–1968), deutscher Verwaltungsjurist
- Zierer, Jakob (1824–1890), bayerischer Posthalter, Landwirt und Mitglied der Kammer der Abgeordneten
- Zierer, Klaus (* 1976), deutscher Erziehungswissenschaftler und Professor
- Zierer, Otto (1909–1983), deutscher Schriftsteller
- Zierer-Steinmüller, Maria (1895–1979), deutsche Schriftstellerin
- Zieres, Helmut (1935–2017), deutscher Verwaltungsjurist und Präsident des Landgerichts Saarbrücken
- Zierfuß, August (1803–1867), deutscher Nadler und Unternehmer
- Zierfuß, Harald (* 2000), österreichischer Politiker (ÖVP), Landtagsabgeordneter
- Ziergiebel, Herbert (1922–1988), deutscher Schriftsteller
- Zierhofer, Christian (* 1967), österreichischer Musikproduzent, Komponist und Besitzer des Labels Stella Musica
- Zierhofer-Kin, Tomas (* 1968), österreichischer Kulturmanager
- Zierhut, Sarah (* 1985), deutsche Basketballnationalspielerin
- Zierhut, Wolfgang (1886–1946), deutsch-böhmischer Politiker
- Ziering, Amy (* 1962), US-amerikanische Filmproduzentin
- Ziering, Ian (* 1964), US-amerikanischer SchauspielerIan Ziering (* 1964)

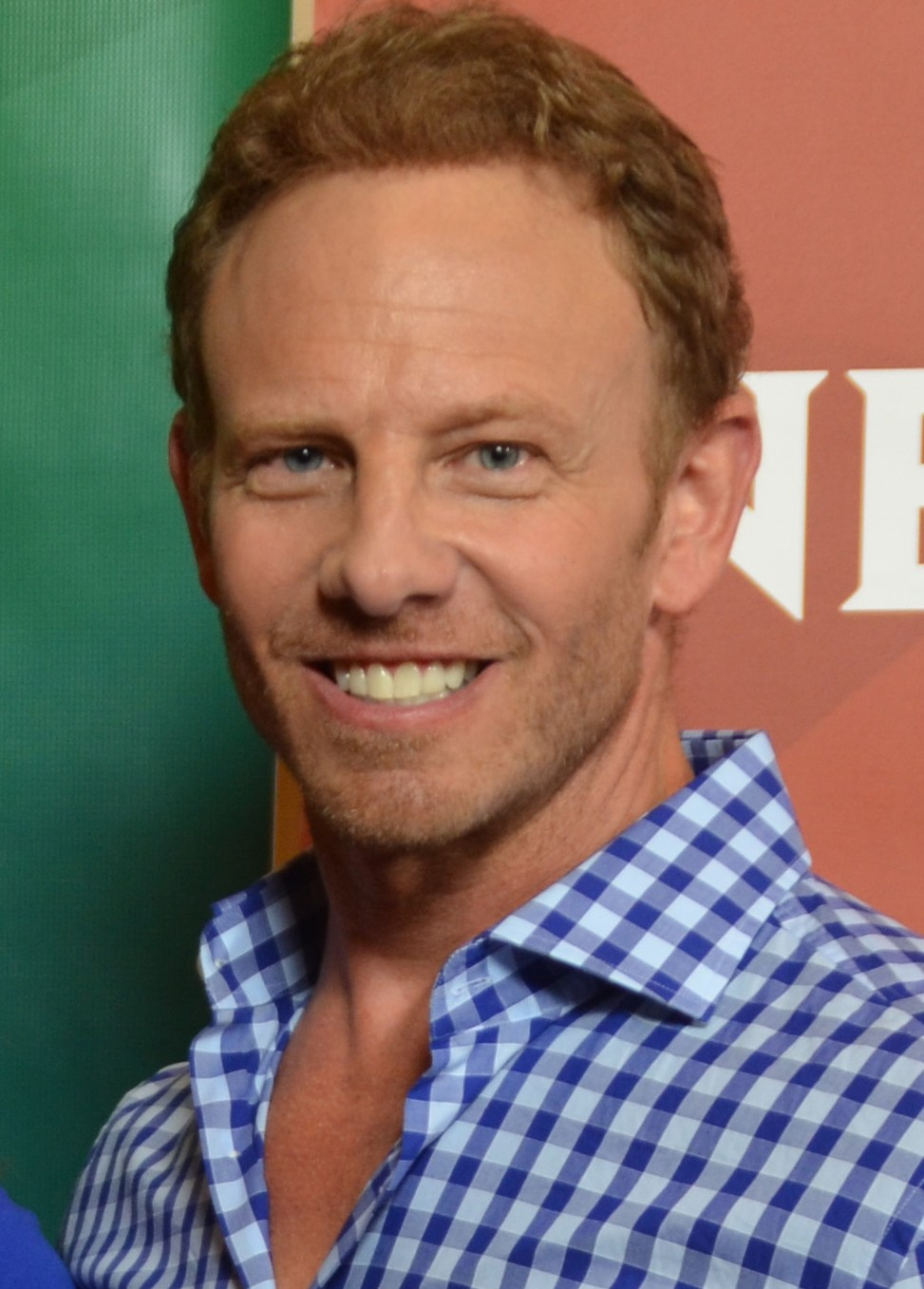
Ian Ziering (* 1964)

- Ziering, Nikki (* 1971), US-amerikanisches Model und Schauspielerin
- Zieris, Alois (* 1936), deutscher Offizier, Generalmajor der LSK/LV der Nationalen Volksarmee
- Zieriss, Katharina († 1618), Frau des Bürgermeisters der Altstadt Brandenburg
- Zieritz, Grete von (1899–2001), österreichisch-deutsche Pianistin und Komponistin
- Zierke, Ernst (1905–1972), deutscher SS-Unterscharführer und an der „Aktion T4“ und der „Aktion Reinhardt“ beteiligt
- Zierke, Heinz-Jürgen (1926–2015), deutscher Dramaturg und Schriftsteller
- Zierke, Stefan (* 1970), deutscher Tourismusfachwirt und Politiker (SPD), MdB
- Zierke, Volker (* 1992), deutscher Schriftsteller und Publizist
- Zierl, Andreas (* 1961), deutscher Altphilologe und Hochschullehrer
- Zierl, Christine (* 1962), deutsche Schauspielerin
- Zierl, Gerhard (* 1949), deutscher Jurist und Präsident des Amtsgerichts München
- Zierl, Helmut (* 1954), deutscher Schauspieler, Autor und Synchron- und HörspielsprecherHelmut Zierl (* 1954)

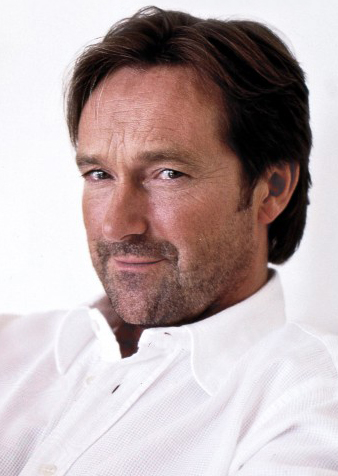
Helmut Zierl (* 1954)

- Zierl, Johann Carl (1679–1744), deutscher Maler unter dem Ansbacher Markgrafen Wilhelm Friedrich
- Zierl, Lorenz (1797–1844), deutscher Agrarwissenschaftler
- Zierl, Max (1934–2018), deutscher Politiker (BP)
- Zierl, Richard (* 1948), deutscher Physiker und Fachbuchautor
- Zierler, Alfred (1933–2024), österreichischer Medailleur
- Zierler, Theresia (* 1963), österreichische TV-Moderatorin und Politikerin (FPÖ, BZÖ, Liste Dinkhauser), Abgeordnete zum Nationalrat
- Ziermann, Carl (1850–1881), deutscher Genremaler
- Ziermann, Gottlieb (1824–1895), preußischer Generalmajor
- Ziermann, Hugo (1924–2008), deutscher Leichtathlet
- Ziermann, Martin (1955–2025), deutscher Bauforscher
- Zierngibl, Hans August (1864–1906), deutscher Genre- und Porträtmaler
- Zierold, Hans (* 1938), deutscher Schwimmer
- Zierold, Kurt (1899–1989), deutscher Verwaltungsjurist und Ministerialbeamter
- Zierold, Kurt (1902–1965), deutscher Bergmann, Mitglied des ZK der SED
- Zierold, Martin (* 1977), deutscher Kulturwissenschaftler
- Zierold, Martin (* 1985), deutscher Gebärdensprachdozent und Aktivist
- Zierold, Wilhelm (1825–1898), deutscher Rittergutsbesitzer und Parlamentarier
- Zierott, Patrick (* 1966), deutscher Fußballspieler
- Zierow, Wilhelm (1870–1945), niederdeutscher Schriftsteller und Lehrer
- Ziersch, Guido (1903–1968), deutscher Industrieller in der Textilindustrie
- Ziersch, Hans Joachim (1913–1995), deutscher Innenarchitekt, Unternehmer, Sammler und Mäzen
- Ziersch, Roland (1904–1969), deutscher Schriftsteller
- Ziertmann, Johannes (* 1880), deutscher Architekt und Baubeamter
- Zierul, Sarah (* 1978), deutsche Journalistin und Dokumentarfilmregisseurin
- Ziervogel, Alexander (* 1981), österreichischer Fußballspieler
- Ziervogel, Dirk (1917–1977), südafrikanischer Sprachwissenschaftler
- Ziervogel, Max (1893–1972), deutscher Generalleutnant in der Luftwaffe der Wehrmacht
- Ziervogel, Meike, deutsch-englische Schriftstellerin
- Ziervogel, Ralf (* 1975), deutscher Künstler
- Ziervogel-Tamm, Ruth (1910–2009), deutsche Kunsthistorikerin
- Zierz, Paul (1913–1971), deutscher Mediziner
- Zierz, Stephan (1954–2024), deutscher Neurologe

### Zies
- Zies, Gisela (* 1939), deutsche Schriftstellerin
- Ziesak, Anne-Katrin (* 1965), deutsche Historikerin und Museumsmitarbeiterin
- Ziesak, Ruth (* 1963), deutsche Opern- und Liedsängerin (Sopran)
- Ziesch, Peter (1811–1882), sorbischer Politiker und Bauernführer
- Ziesch, Thomas (* 1971), deutscher Schauspieler
- Zieschang, Frank (* 1963), deutscher Jurist und Hochschullehrer
- Zieschang, Heiner (1936–2004), deutscher Mathematiker
- Zieschang, Klaus (* 1939), deutscher Sportwissenschaftler und Hochschullehrer
- Zieschang, Tamara (* 1970), deutsche Politikerin (CDU)Tamara Zieschang (* 1970)

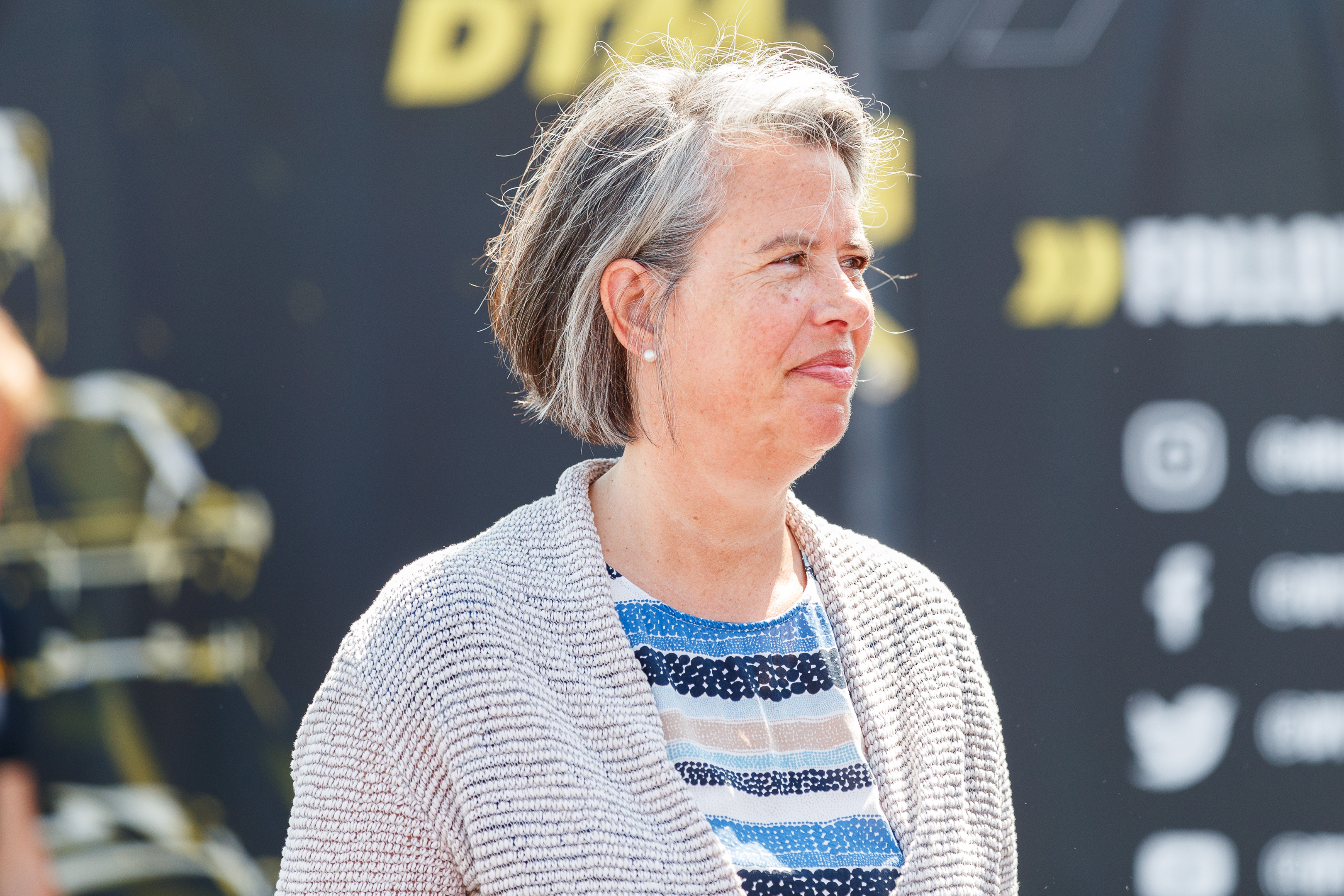
Tamara Zieschang (* 1970)

- Zieschank, Klaus (1951–1976), deutsch-argentinischer Student, Opfer der argentinischen Militärdiktatur
- Ziesche, Cooky (* 1960), deutsche Drehbuchautorin, Filmproduzentin und Leitung der Filmredaktion beim rbb
- Ziesche, Hans-Günter (1935–2012), deutscher Politiker (SPD)
- Ziesche, Joachim (* 1939), deutscher Eishockeyspieler (Stürmer) und -trainer
- Ziesche, Julia (* 1985), deutsche Filmregisseurin, Drehbuchautorin und Filmschauspielerin
- Ziesché, Kurt (1876–1971), deutscher römisch-katholischer Theologe und Priester
- Ziesche, Maria Calasanz (1923–2001), deutsche Ordensschwester
- Ziesche, Markus (* 1987), deutscher Eishockeyspieler
- Ziesche, Paul (1933–2022), deutscher Physiker
- Ziesche, Peter (1955–2021), deutscher Kameramann
- Ziesche, Steffen (* 1972), deutscher Eishockeyspieler, -trainer und -funktionär
- Ziese, Burkhard (1944–2010), deutscher Fußballtrainer
- Ziese, Carl (1848–1917), deutscher Maschinenbauingenieur und Unternehmer in der Schiffbauindustrie
- Ziese, Carl Jakob (1825–1868), deutscher Orgelbauer
- Ziese, Christa Maria (1924–2012), deutsche Lied-, Konzert- und Opernsängerin (Sopran)
- Ziese, Elisabeth (1854–1919), deutsche Pianistin und Organistin
- Ziese, Johannes Heinrich (1820–1907), deutscher evangelisch-lutherischer Geistlicher
- Ziese, Maxim (1901–1955), deutscher Dramatiker und Schriftsteller
- Ziesel, Ernst (1880–1946), deutscher Architekt
- Ziesel, Günther (1941–2022), österreichischer Fernsehjournalist
- Ziesel, Jason (1879–1944), deutscher römisch-katholischer Ordensbruder, Steyler Missionar und Märtyrer
- Ziesel, Kurt (1911–2001), österreichischer Journalist
- Ziesel, Lukas (* 1987), österreichischer Koch
- Ziesel, Wolfdietrich (1934–2015), österreichischer Bauingenieur
- Ziesemer, Bernd (* 1953), deutscher Journalist und Chefredakteur des Handelsblatt
- Ziesemer, Dominique Lars (* 1969), deutscher Fernsehmoderator
- Ziesemer, Edgar (1895–1971), deutscher Kameramann
- Ziesemer, Helga Carla, deutsches Fotomodell sowie Schönheitskönigin
- Ziesemer, Walther (1882–1951), deutscher Germanist, Diplomatiker und Sprachforscher
- Ziesenhenne, Rudolf Christian (1911–2005), US-amerikanischer Amateurbotaniker und Gärtnereibesitzer
- Ziesenis, Elisabeth (1744–1796), deutsche Malerin
- Ziesenis, Johann Conrad (1671–1727), deutscher Bildhauer
- Ziesenis, Johann Friedrich († 1787), deutscher Holz- und Steinbildhauer
- Ziesenis, Johann Georg der Ältere († 1748), deutscher Maler, Bürger und dänischer Hofmaler in Kopenhagen
- Ziesenis, Johann Georg der Jüngere (1716–1776), deutscher Hof- und Porträtmaler
- Zieseniss, Alexander (1899–1945), deutscher Indologe
- Zieseniss, Rudolf (1883–1959), deutscher Bildhauer und Porträtmaler
- Zieseniß, Walter (1954–2012), deutscher Kommunalpolitiker (parteilos), Bürgermeister
- Ziesenitz, Clemens (* 1971), deutscher Kinderdarsteller, Physiotherapeut und Heilpraktiker
- Ziesenitz, Kurt (1882–1961), deutscher evangelischer Geistlicher
- Zieser, Petra (* 1957), deutsche SchauspielerinPetra Zieser (* 1957)

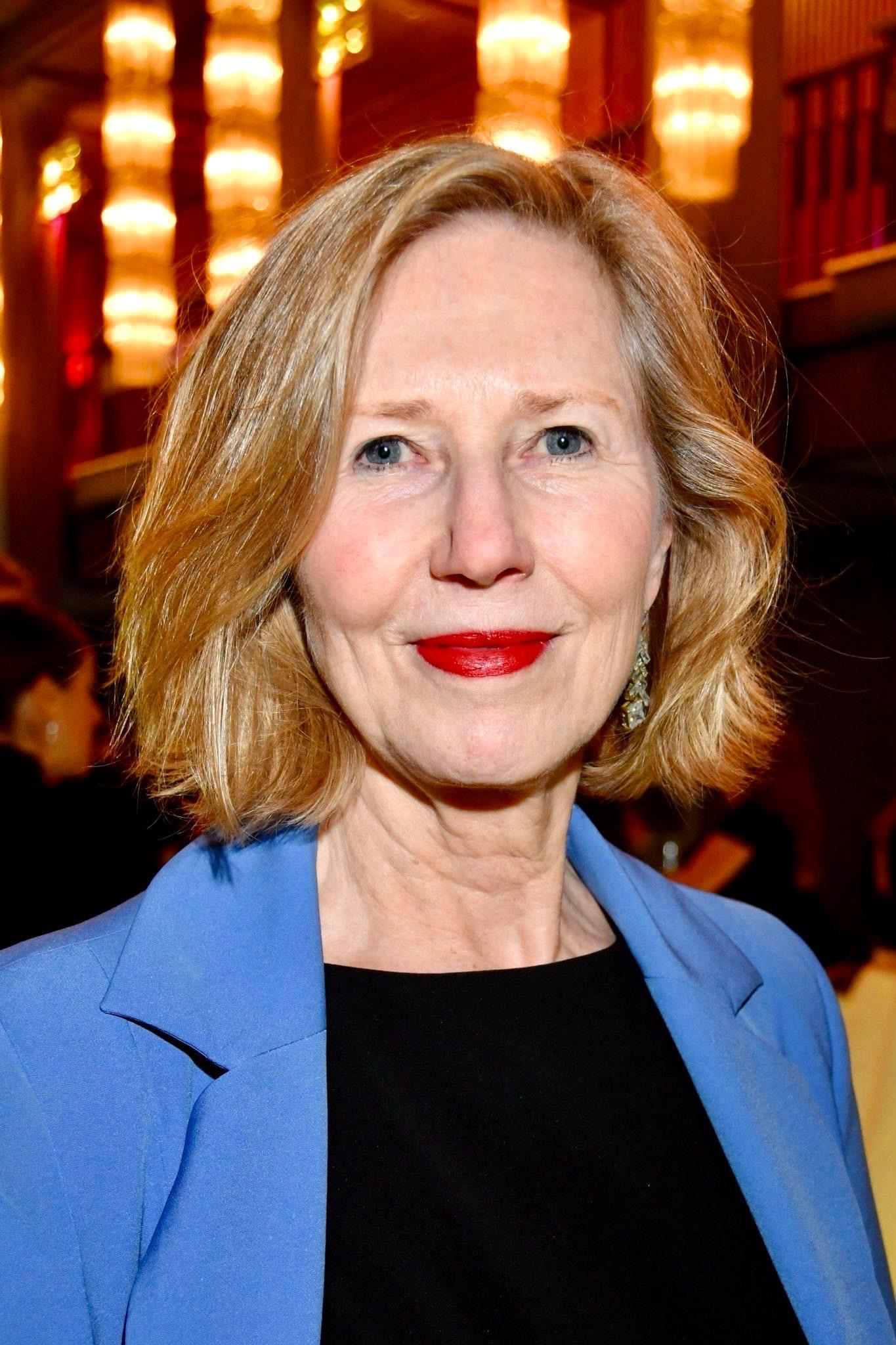
Petra Zieser (* 1957)

- Ziesing, Hans-Joachim (* 1943), deutscher Energie- und Umweltökonom
- Ziesing, Heinrich (1881–1924), deutscher Kommunalpolitikerin, Sozialdemokrat, Gründer und Leiter einer Baugenossenschaft
- Ziesing, Matthias (* 1980), deutscher Schauspieler
- Zieske, Otto (1902–1987), deutscher Maler
- Ziesler, Günter (1939–2023), deutscher Natur- und Tierfotograf
- Ziesmann, Erwin (1925–2009), deutscher DBD-Funktionär, MdV
- Ziesmer, Curt (1890–1966), deutscher Grafiker und Kunstmaler
- Ziesmer, Ronny (* 1979), deutscher Turner
- Ziesmer, Santiago (* 1953), deutscher Schauspieler und SynchronsprecherSantiago Ziesmer (* 1953)

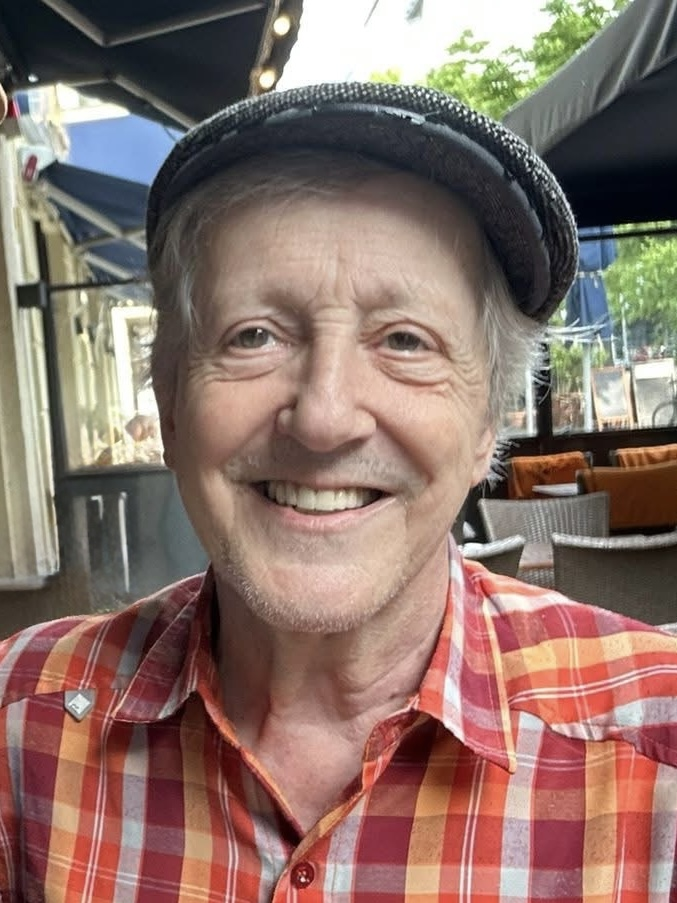
Santiago Ziesmer (* 1953)

- Zießler, Anna (1909–2006), deutsche Politikerin (SPD), MdBB
- Ziessler, Günther (1924–2001), deutscher Schauspieler
- Zießler, Julius (1887–1950), deutscher Landrat
- Zießler, Otto (1879–1954), deutscher Maurer und Politiker (SPD)
- Ziessler, Paul (1909–1999), deutscher Politiker (SPD), MdBB
- Zießler, Rudolf (1934–2015), deutscher Kunsthistoriker und Denkmalpfleger

### Ziet
- Zietara, Valentin (1883–1935), deutsch-polnischer Graphiker
- Ziętarski, Mirosław (* 1993), polnischer Ruderer
- Ziętarski, Robert (* 1993), polnischer Fußballspieler
- Ziętek, Ewa (* 1953), polnische Theater- und Filmschauspielerin
- Ziętek, Jerzy (1901–1985), schlesisch-polnischer Politiker und General, Mitglied des Sejm
- Ziętek, Jerzy Marek (* 1956), polnischer Politiker (Platforma Obywatelska), Mitglied des Sejm
- Ziętek, Mariola (* 1989), polnische Rennrodlerin
- Ziętek, Tomasz (* 1989), polnischer Film- und Theaterschauspieler, Musiker und Gitarrist
- Zietemann, Jörg (* 1969), deutscher Kommunalpolitiker (parteilos)
- Zieten, Anni von (1906–1989), deutsche DDR-Filmproduzentin und Produktionsleiterin
- Zieten, August von (1784–1844), deutscher Militär, Theaterschauspieler und Opernsänger (Tenor)
- Zieten, Christian Wilhelm von (1706–1778), preußischer Generalmajor
- Zieten, Friedrich Christian Ludwig von (1765–1854), preußischer Rittmeister, Landrat und Domherr
- Zieten, Hans Ernst Karl von (1770–1848), preußischer Generalfeldmarschall
- Zieten, Hans Joachim von (1699–1786), preußischer GeneralHans Joachim von Zieten (1699–1786)

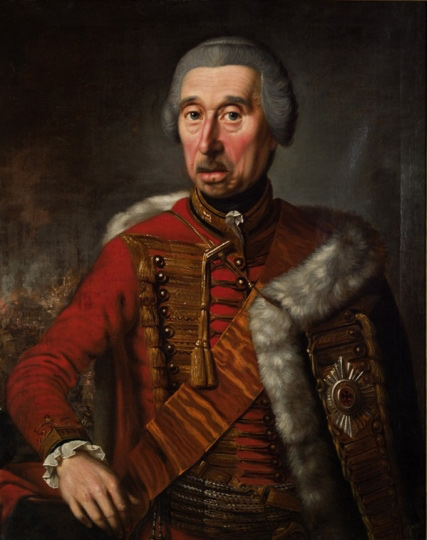
Hans Joachim von Zieten (1699–1786)

- Zieten, Hans Sigismund von (1704–1758), preußischer Generalmajor
- Zieten, Johann Anton von (1640–1690), kurfürstlich-brandenburgischer Offizier, zuletzt Generalmajor und Gouverneur von Minden
- Zieten, Karl Hartwig von (1785–1846), württembergischer Major, Paläontologe und Autor
- Zieten, Otto von (1747–1817), preußischer Generalleutnant, Gouverneur von Königsberg, Erbherr auf Wildberg
- Zieten, Otto von (1786–1850), preußischer Generalleutnant
- Zieten-Schwerin, Albert Graf von (1835–1922), preußischer Gutsbesitzer und Politiker
- Ziethen, Horst (* 1934), deutscher Schauspieler
- Ziethen, Oskar (1858–1932), deutscher Politiker, Bürgermeister der Stadt Lichtenberg
- Ziethen, Stefan (* 1971), deutscher Komponist
- Ziethlow, Alfred (1911–2003), deutscher Maler und Zeichner
- Zietkiewicz, Alfred von (1843–1906), österreichischer Offizier, zuletzt Generalmajor
- Zietkiewicz, Ludwig (1831–1897), polnisch-deutscher Geistlicher und Politiker, MdR
- Zietlow, Anika (* 1980), deutsche Schlagersängerin
- Zietlow, Fritz (1902–1972), deutscher Jurist, Journalist und SS-Hauptsturmführer
- Zietlow, Rainer (* 1969), LangstreckenfahrerRainer Zietlow (* 1969)

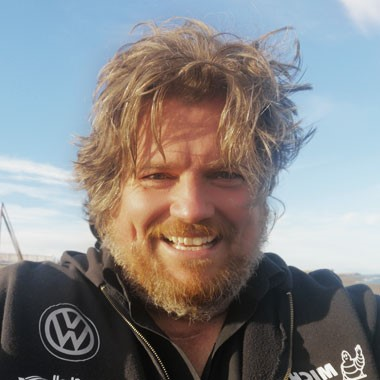
Rainer Zietlow (* 1969)

- Zietlow, Sonja (* 1968), deutsche Fernsehmoderatorin
- Zietmann, Felix (* 1990), deutscher Politiker (AfD)
- Ziets, George, US-amerikanischer Computerspielentwickler
- Zietsch, Friedrich (1903–1976), deutscher Politiker (SPD), MdL; bayerischer Staatsminister
- Zietsch, Fritz (1877–1913), deutscher Porzellanmaler, Redakteur und Politiker (SPD), MdR
- Zietsch, Rainer (* 1964), deutscher Fußballspieler und -trainer
- Zietsch, Uschi (* 1961), deutsche Fantasy- und Science-Fiction-AutorinUschi Zietsch (* 1961)

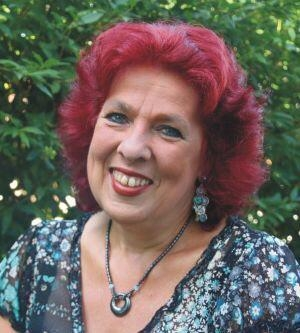
Uschi Zietsch (* 1961)

- Zietsman, Pieter C. (* 1956), südafrikanischer Botaniker
- Zietz, Heinrich Christian (1769–1834), evangelischer Pastor und Topograph
- Zietz, Jennifer (* 1983), deutsche Fußballspielerin und -trainerin
- Zietz, Karl (1903–1975), deutscher Psychologe und Hochschullehrer
- Zietz, Luise (1865–1922), deutsche Politikerin (SPD, USPD), MdR
- Zietzschmann, Andrea (* 1970), deutsche Kulturmanagerin

### Ziev
- Zievel, Johann von († 1762), Landkomtur des Deutschen Ordens
- Zieverink, Roun (* 1987), niederländischer musikalischer Leiter, Komponist, Arrangeur, Korrepetitor und Pianist

### Ziew
- Ziewer, Christian (* 1941), deutscher Regisseur